# Histoire de l'esclavage en Virginie

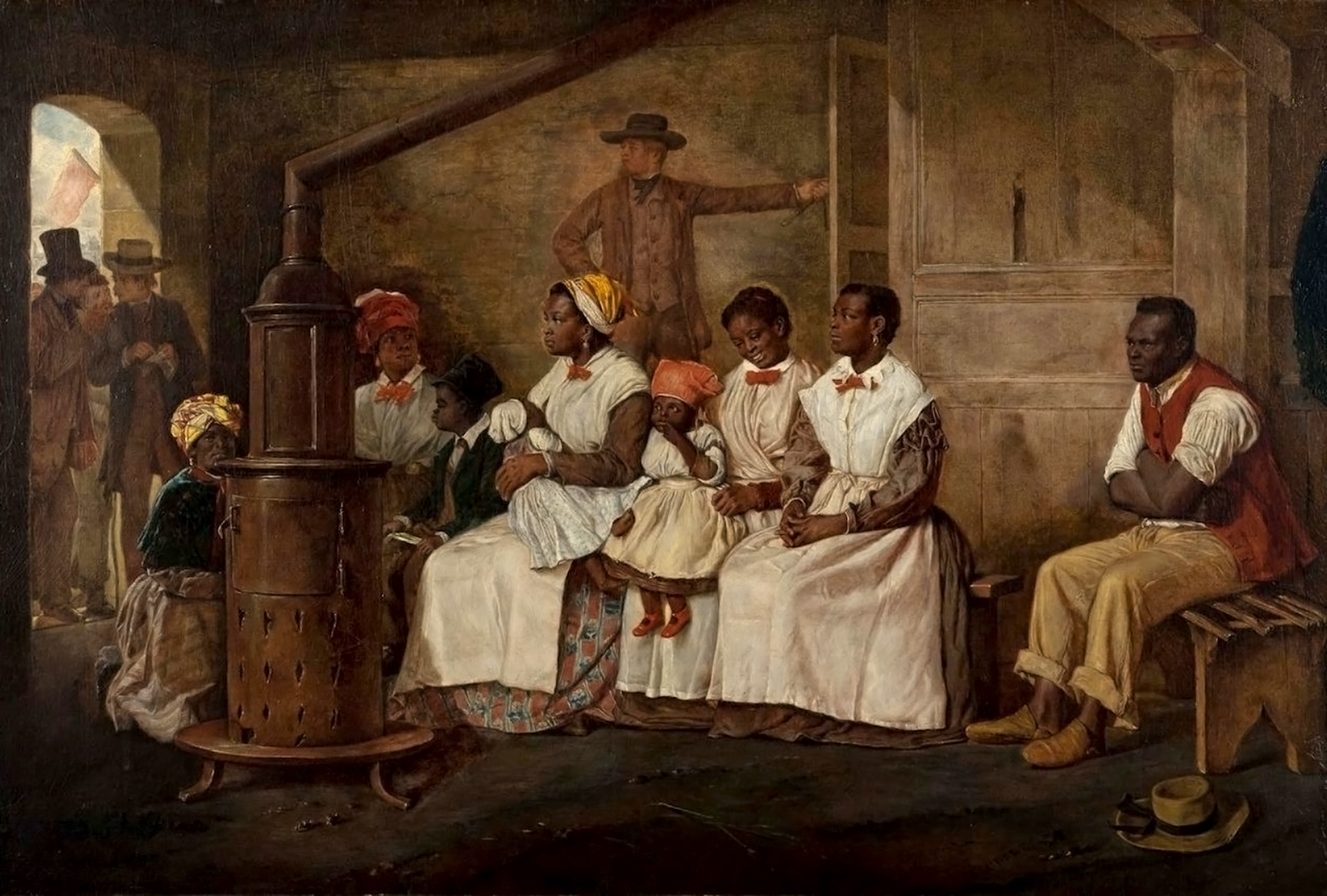
Eyre Crowe, Esclaves en attente de vente - Richmond, Virginie, 1861, peinture à l'huile basée sur un croquis réalisé en 1853 lors d'une visite aux États-Unis en compagnie de William Thackeray.

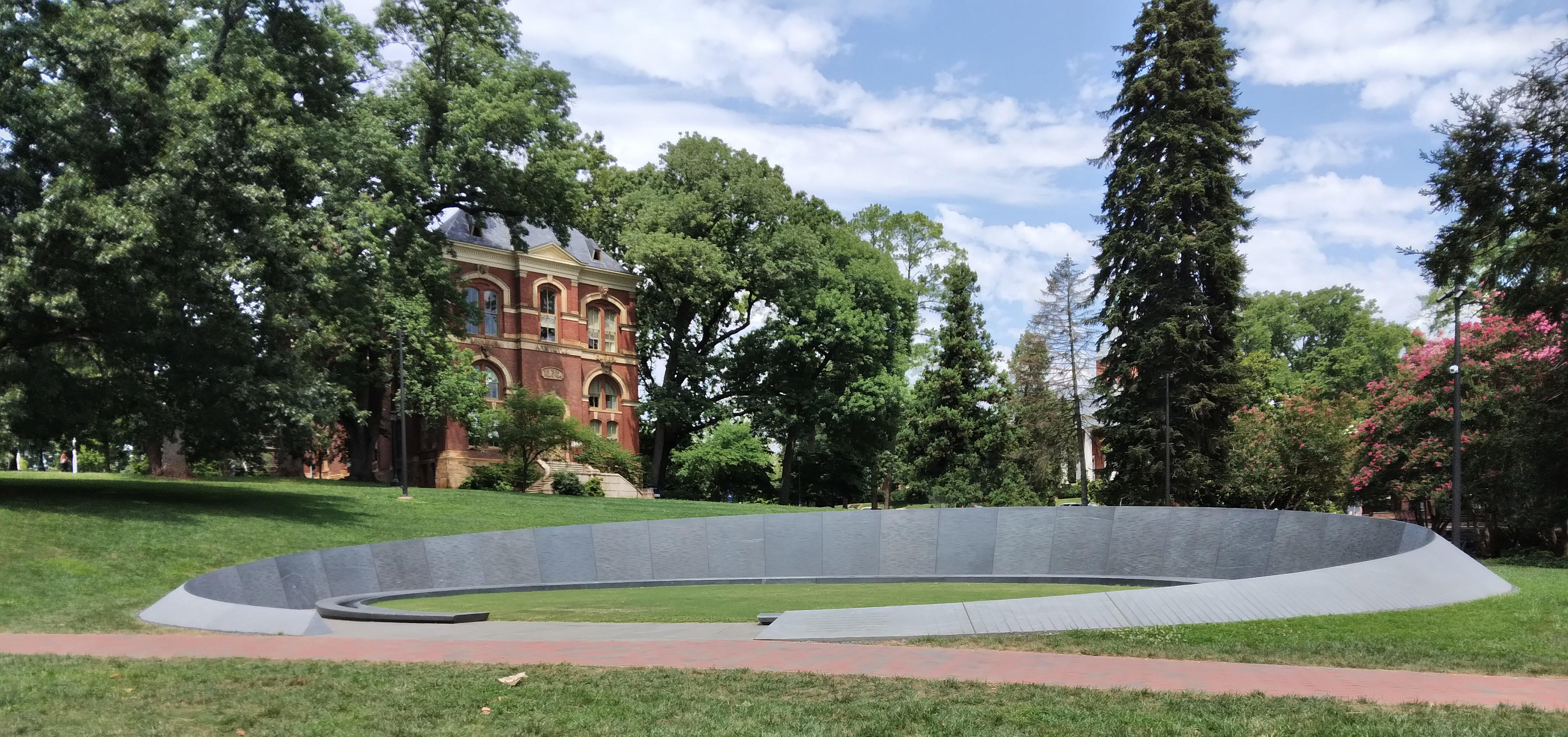
Mémorial aux travailleurs asservis, Charlottesville.

L'histoire de l'esclavage en Virginie commence avec la capture et l'esclavage des Amérindiens au début de la colonie de Virginie au XVIIe siècle et dure jusqu'à la fin du XVIIe siècle. Les esclaves travaillent principalement dans les champs de tabac. Les Africains sont amenés pour la première fois dans la Virginie coloniale en 1619, lorsque 20 Africains de l'actuel Angola arrivent en Virginie à bord du The White Lion, un corsaire anglais de 160 tonnes opérant sous lettre de marque néerlandaise.
À mesure que la traite des esclaves se développe, les esclaves sont généralement contraints de travailler dans de grandes plantations, où leur travail gratuit enrichit leurs propriétaires. La Virginie coloniale devient un mélange d'Amérindiens parlant l'algonquin, d'Anglais, d'autres Européens et d'Africains de l'Ouest, chacun apportant sa propre langue, ses propres coutumes et ses propres rituels. Au XVIIIe siècle, les propriétaires de plantations constituent l’aristocratie de la Virginie. Il existe également une classe de Blancs, qui supervisent le travail des esclaves, et une classe de Blancs plus pauvres, qui sont en concurrence pour le travail avec les Noirs affranchis.
Le tabac est le principal produit d’exportation de la colonie au XVIIe siècle. La reproduction et le commerce d'esclaves deviennent progressivement plus lucratifs que l'exportation de tabac au cours du XVIIIe siècle et jusqu'au XIXe siècle. Les êtres humains noirs constituent l'exportation la plus lucrative et la plus rentable de Virginie ; les femmes noires sont élevées pour augmenter le nombre de personnes destinées à la traite des esclaves.
En 1661, l'Assemblée générale de Virginie adopte sa première loi autorisant toute personne libre à posséder des esclaves. La suppression et l'appréhension des esclaves en fuite sont l'objet de la législation de 1672. Des lois supplémentaires concernant l'esclavage des Africains sont adoptées au XVIIe siècle et codifiées dans le premier code de l'esclavage de Virginie en 1705. Au fil du temps, les lois nient de plus en plus les droits et les capacités des personnes réduites en esclavage et soutiennent les intérêts des propriétaires d’esclaves.
Pendant plus de 200 ans, les personnes réduites en esclavage doivent faire face à un large éventail d’abominations, telles que la violence physique, le viol, la séparation des membres de leur famille, le manque de nourriture et la dégradation. Les lois limitent leur possibilité à apprendre à lire et à écrire, de sorte qu’elles ne peuvent pas avoir de livres ou de Bibles. Elles doivent demander la permission de quitter la plantation et ne peuvent s'absenter que pendant un nombre d'heures déterminé. Au début de leur captivité, si elles veulent aller à l'église, elles sont séparées des fidèles blancs dans les églises blanches, ou elles doivent se réunir secrètement dans les bois parce que les Noirs ne sont pas autorisés à se réunir en groupe, jusqu'à ce qu'ils puissent plus tard fonder des églises afro-américaines.
Leur plus grande souffrance être d'être séparés des membres de leur famille lorsqu'ils sont vendus : ils développent des mécanismes d'adaptation, comme la résistance passive et la création de chants de travail pour supporter les journées difficiles dans les champs. Ils créent ainsi leurs propres styles musicaux, notamment du gospel noir et des sorrow songs (« chansons de tristesse »).
En 2007, l'Assemblée générale de Virginie approuve une déclaration officielle de « profonds regrets » pour l'histoire de l'esclavage dans le Commonwealth.

## Esclavage en Virginie

### Amérindiens

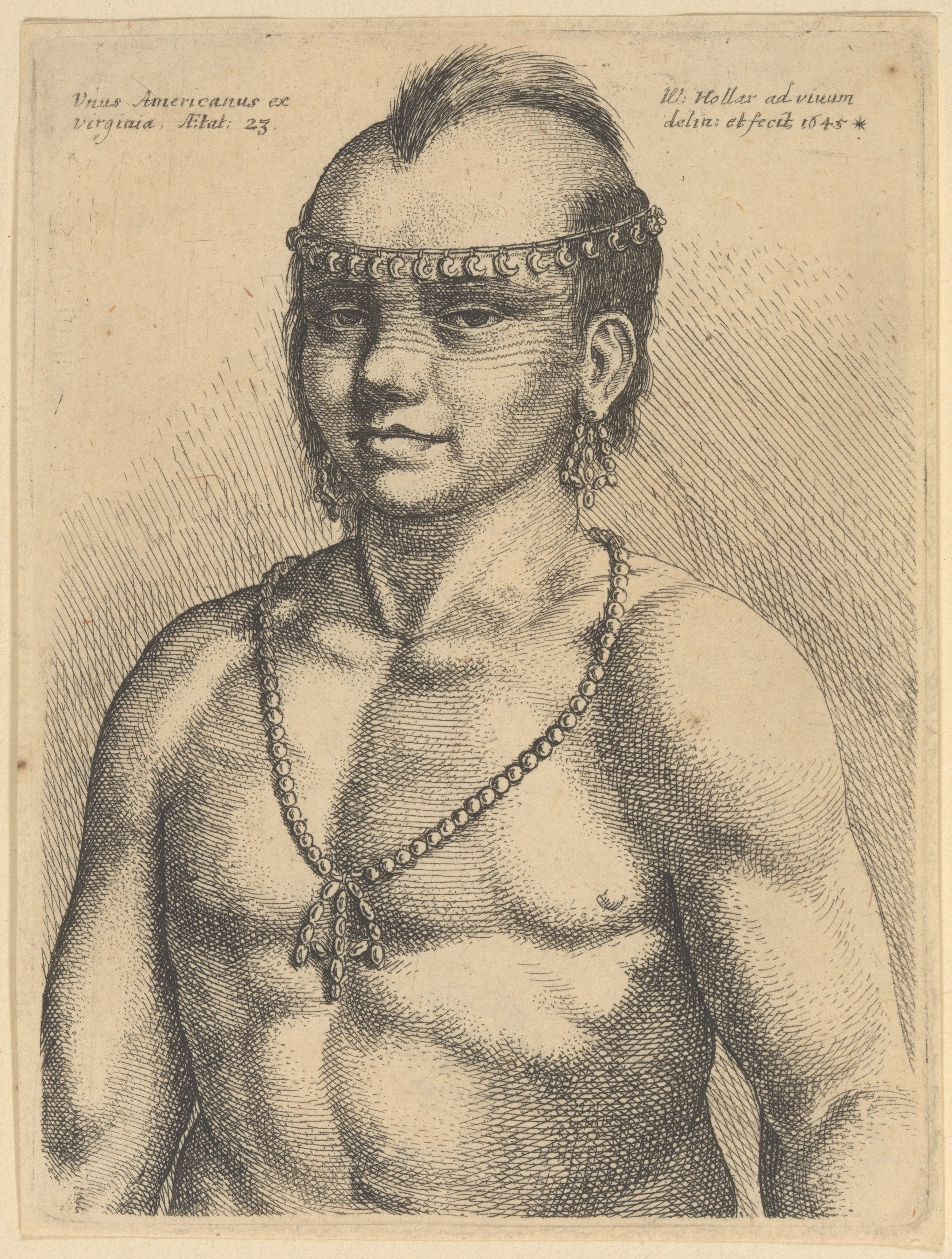
Wenceslas Hollar, Indien d'Amérique, « Unus Americanus ex Virginia », croquis, 1645.

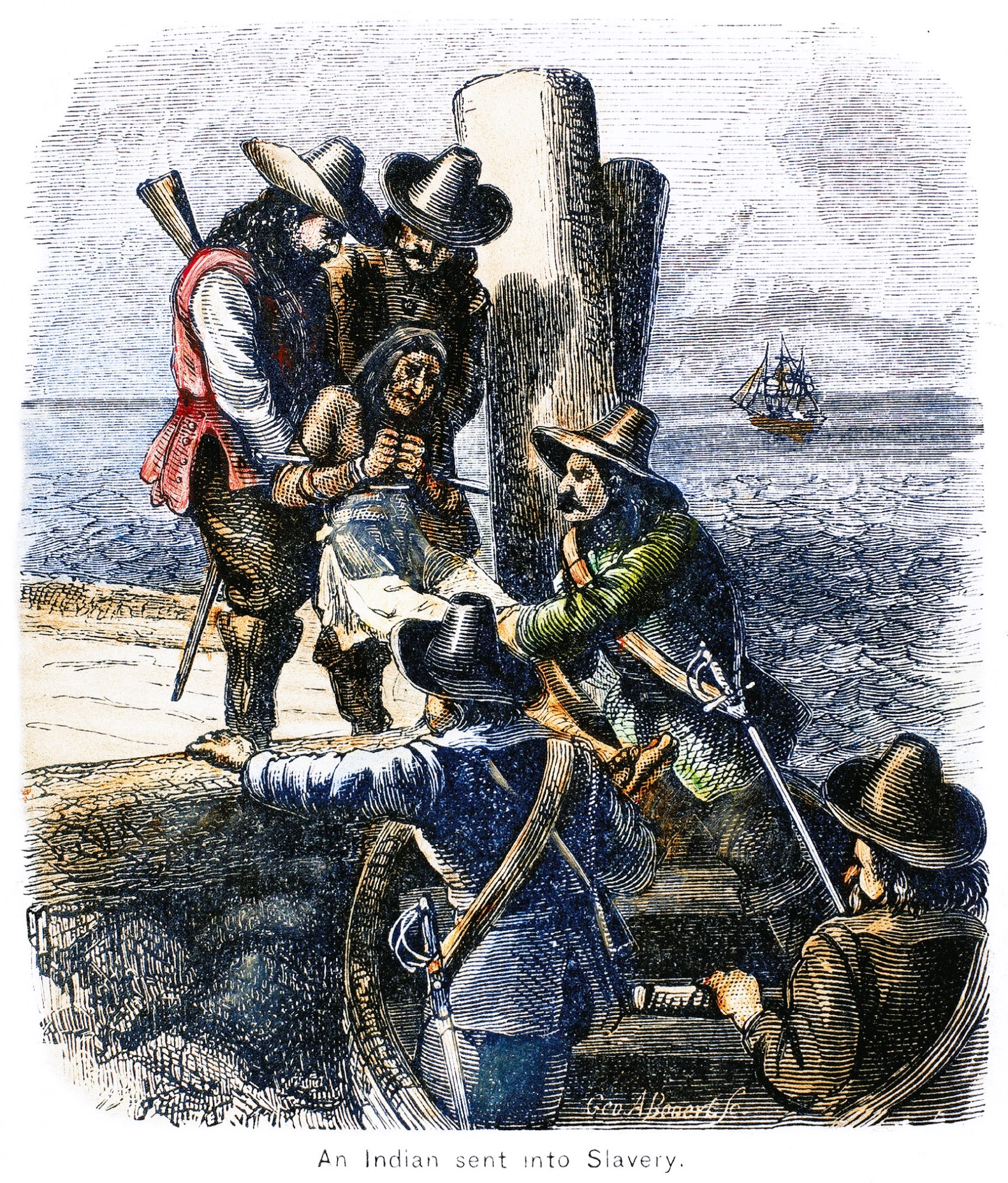
Amérindien capturé et réduit en esclavage par des colons de Virginie au XVIIe siècle.

Après l'arrivée des premiers Africains à Jamestown en 1619, l'esclavage et d'autres formes de servitude apparaissent dans toutes les colonies anglaises ; certains Amérindiens sont réduits en esclavage par les Anglais ; quelques propriétaires d'esclaves possèdent à la fois des esclaves africains et amérindiens, qui travaillent dans leurs champs de tabac. Les lois concernant l’esclavage des Amérindiens oscillent entre l’encouragement et la désapprobation de l’esclavage. Le nombre d’autochtones réduits en esclavage atteint un pic à la fin du XVIIe siècle.
La colonie de Virginie met officiellement fin à l'esclavage des Indiens en 1705. Cette pratique a déjà décliné car les Amérindiens peuvent s'échapper vers un territoire familier et souffrent également de nouvelles maladies infectieuses introduites par les colons, parmi lesquelles certaines sont endémiques. La traite négrière occidentale commence à fournir de nombreux captifs africains pour les remplacer comme travailleurs. L'esclavage des peuples autochtones se poursuit jusqu'à la fin du XVIIIe siècle ; au XIXe siècle, les autochtones sont soit intégrés aux communautés afro-américaines, soit libres.
Les peuples autochtones sont généralement capturés en grand nombre lors des batailles entre les Anglais et les Amérindiens. Ils s'affrontent les uns contre les autres pendant des années, en partie à cause du manque de nourriture des Anglais et de la détresse des Amérindiens qui perdent leurs terres. Le 22 mars 1622, 347 colons ou plus sont tués et des colonies anglaises sont incendiées lors d'un massacre indien. Environ 20 femmes sont emmenées de la plantation Martin's Hundred sur la James River et auraient été réduites en « grand esclavage ». En mai 1623, des Anglais rencontrent Opchanacanough pour négocier la paix et la libération des femmes : le capitaine Tucker et un groupe de mousquetaires rencontrent Opechancanough et des membres d’un village de Powhatan le long de la rivière Potomac, le 22 mai et les font trinquer ; 200 Powhatans meurent après avoir bu du vin que les Anglais ont empoisonné. Les Anglais tuent 50 autres indiens pour empêcher des évasions,. Ils envoient les Amérindiens capturés dans les colonies britanniques des Caraïbes pour travailler comme esclaves,.

### Premiers Africains en Virginie

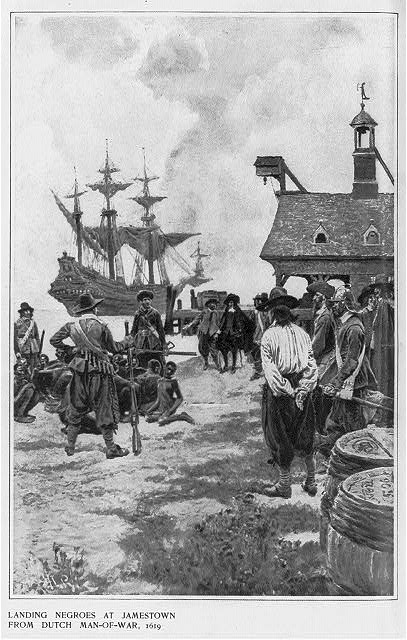
Howard Pyle, Africains débarquant à Jamestown, en Virginie, en 1619, publié dans le Harper's Monthly Mag. en janvier 1901.

Fin août 1619, une vingtaine d'Africains ou plus sont amenés à Old Point Comfort sur la James River. Ils sont d'abord vendus en échange de nourriture, puis à Jamestown comme serviteurs sous contrat. Ils viennent du Royaume de Ndongo, dans ce qui est aujourd'hui l'Angola. Angela, une femme de Ndongo, est l'une des premières esclaves africaines à être officiellement recensées dans la colonie de Virginie en 1619.
En 1620, 32 Africains et quatre Amérindiens figurent dans la catégorie « Autres non chrétiens au service des Anglais » du recensement, mais ce nombre est inférieur en 1624, peut-être en raison de la deuxième guerre anglo-powhatan (1622-1632) ou de la maladie,. William Tucker, né en 1624, est la première personne d'origine africaine née dans les Treize Colonies.
906 Européens et 21 Africains sont dénombrés dans le recensement de 1624. En 1625, les Africains vivent dans des plantations ; beaucoup d'entre eux sont baptisés chrétiens et prennent des noms chrétiens. En 1628, un navire négrier transporte 100 personnes d'Angola pour être vendues comme esclaves en Virginie ; de ce fait, le nombre d'Africains dans la colonie augmente considérablement,,.
La traite négrière transatlantique existe avant que les Africains ne débarquent en Virginie ; selon la coutume, l'esclavage est légal. Contrairement aux serviteurs blancs sous contrat, les Noirs ne peuvent pas négocier de contrat de travail ; les Afro-Américains ne peuvent pas défendre efficacement leurs droits sans papiers. Au milieu des années 1600, sept poursuites judiciaires sont intentées par des Afro-Américains faisant valoir leur droit à une période de service limitée. Dans six de ces cas, leurs esclavagistes affirment qu'ils sont liés à vie. Depuis 1990, après plus de 30 ans de débats universitaires, le consensus dominant est que « la grande majorité » des Africains ont été traités comme des esclaves par leurs propriétaires. Il est très rare que les Noirs aient un contrat légal, mais des personnes obtiennent la liberté de différentes manières.
Mary et Anthony Johnson figurent parmi les rares Afro-Américains qui ont pu obtenir leur liberté, élever du bétail et développer une ferme prospère. En 1640, un serviteur noir sous contrat, John Punch, s'enfuit et est condamné par les tribunaux de Virginie à l'esclavage pour le reste de sa vie. Deux serviteurs blancs sous contrat, qui se sont enfuis avec lui, voient leur servitude prolongée de quatre années.

### Domestiques non rémunérés

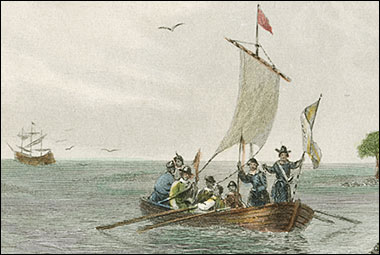
Seth Eastman, Arrivée en Virginie, 1584, vers 1850, avec une 'petite' pinnace, un modèle de bateau utilisé lors des premiers voyages depuis l’Angleterre pour fonder la colonie Popham du Maine et celle à Jamestown et d’autres sites sur la côte de la Virginie au cours de la première décennie du XVIIe siècle. La date de 1584 fait référence à la colonie anglaise de Roanoke, en Virginie, à la fin du XVIe siècle.

Les travaux domestiques et agricoles sont effectués par des serviteurs sous contrat et des esclaves, dont des enfants. Peu de temps après la fondation de la Virginie en tant que colonie anglaise par la Compagnie de Londres, celle-ci met en place un système de sous-traitance pour encourager les colons à transporter des serviteurs sous contrat vers la colonie pour y travailler ; ils reçoivent une certaine quantité de terres pour les gens dont ils paient le voyage vers la Virginie,. Les serviteurs sous contrat, généralement amenés d'Angleterre, travaillent sans salaire pendant une durée déterminée. Ils échangent leur travail contre le coût de leur voyage vers la colonie, le gîte et le couvert, ainsi que les droits de liberté, qui doivent être fournis au serviteur à la fin de la période d'engagement et qui peuvent inclure des terres et des fournitures pour les aider à s'établir,. Au XVIIe siècle, les champs de tabac de Virginie sont principalement exploités par des serviteurs blancs sous contrat, mais en 1705, l’économie repose sur le travail des esclaves venus d’Afrique.
Les esclaves sont généralement détenus toute leur vie. Les enfants des femmes esclaves sont réduits en esclavage dès la naissance selon la doctrine juridique du partus sequitur ventrem. Certains historiens soutiennent que, puisque le recensement et d'autres registres utilisent le terme « serviteur », cela signifie que les Noirs qui débarquent en Virginie sont des serviteurs sous contrat. Contrairement aux serviteurs sous contrat, les esclaves arrivent contre leur volonté. Lorsque les esclaves sont vendus pour la première fois en échange de nourriture, ils sont considérés comme des biens. Le terme « servitude sous contrat » est souvent un euphémisme pour désigner l’esclavage lorsqu’il fait référence aux Blancs. Les esclaves noirs sont traités beaucoup plus durement que les domestiques blancs ; par exemple, fouetter des Noirs est courant. Autre exemple, en 1640, Robert Sweet met enceinte une femme noire. Il doit faire pénitence à l’église, alors que la femme enceinte est fouettée.
Les lois promulguées au XVIIe siècle cherchent à définir les droits et obligations des serviteurs sous contrat. Les lois destinées aux Noirs et aux Amérindiens limitent leurs droits. Si une personne noire s’enfuit avec un serviteur blanc, les lois stipulent que les propriétaires seront indemnisés pour la perte du travail de l’esclave. Le serviteur doit travailler sans être payé le nombre de jours d'abscence de la personne esclave. Une autre loi stipule que si une personne esclave est tuée, le propriétaire doit être indemnisé avec quatre mille livres de tabac.
Il existe très tôt des différences de traitement entre les domestiques africains et européens. En 1640, la Cour générale de Virginie juge l’affaire Emmanuel, un serviteur africain sous contrat qui a comploté en vue d'une évasion avec six serviteurs blancs. Ensemble, ils ont volé du maïs, de la poudre et des armes à feu, mais ils ont été pris avant de s’enfuir. Les membres du groupe sont tous reconnus coupables et condamnés à diverses peines : Christopher Miller, le chef du groupe, est condamné à porter des menottes pendant un an, le serviteur blanc John Williams à servir la colonie pendant sept ans de plus, Peter Willcocke à être marqué, fouetté et est obligé de servir la colonie pendant sept années supplémentaires, Richard Cookson doit servir pendant deux années supplémentaires. Emmanuel, l'africain, est fouetté et marqué d’un « R » sur la joue.

### Travail domestique, agricole et qualifié

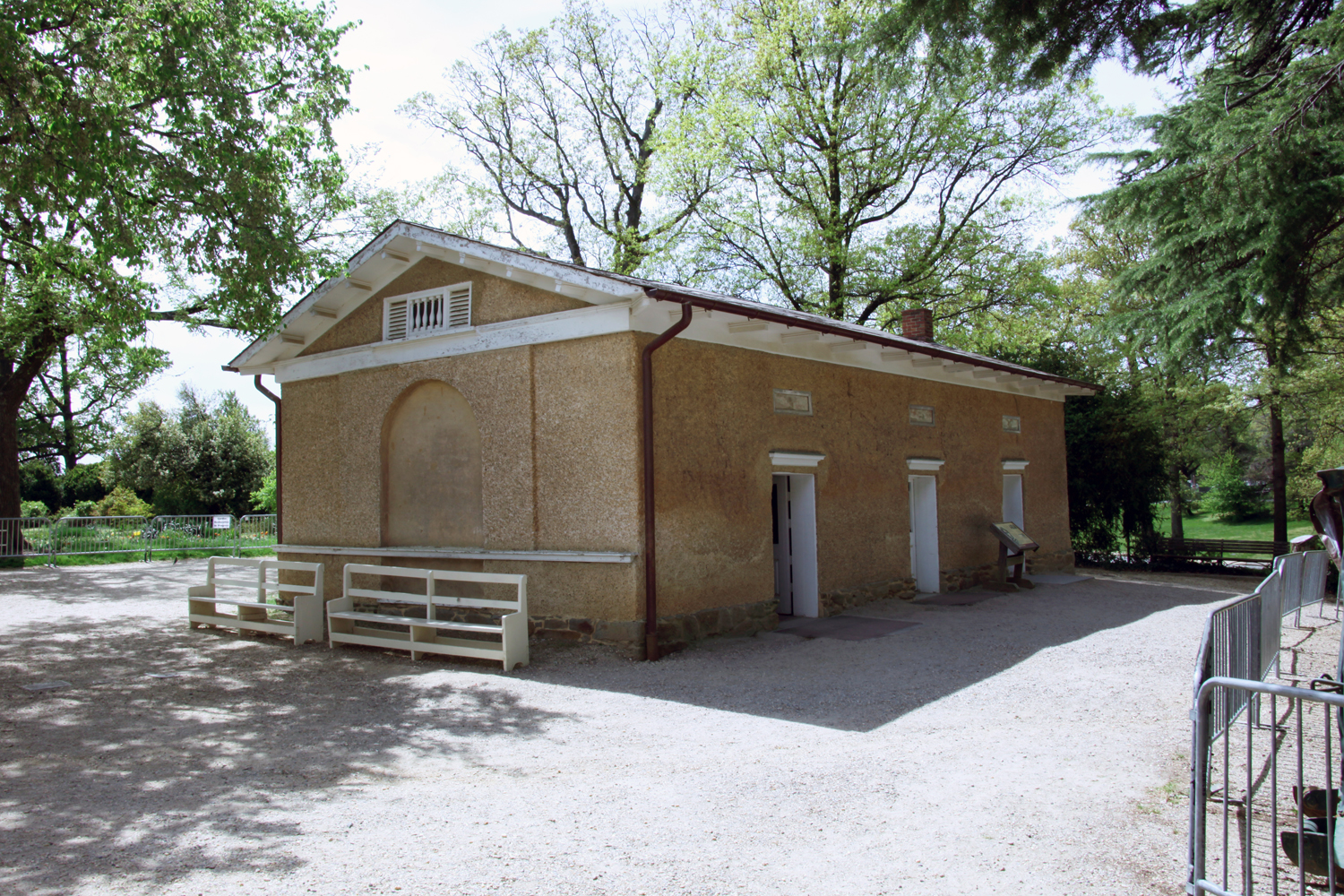
Quartier sud des esclaves à Arlington House.

Du lundi au samedi, les esclaves se voient confier des tâches spécifiques. La plupart, y compris les enfants, sont des ouvriers agricoles. Le travail domestique, une autre tâche, comprend la préparation et le service des repas, le nettoyage et la garde des enfants blancs ; d'autres sont formés pour devenir forgerons, charpentiers ou tonneliers. Ceux qui ont du bétail ou des jardins s'en occupent le dimanche, un jour pour être en famille et pour prier Dieu.
Les enfants travaillent également ; par exemple, à la fin du XVIIIe siècle, à Monticello, de jeunes enfants noirs aident aux tâches de la maison principale et s'occupent des enfants esclaves jusqu'à l'âge de dix ans. À cet âge, on leur confie des travaux aux champs, à la maison ou encore l'apprentissage d'un métier précis comme la fabrication de clous ou de textiles. À l’âge de 16 ans, ils peuvent être contraints de se lancer dans un métier.
Le travail domestique n’est pas aussi pénible que le travail aux champs et offre l’occasion d’entendre des ragots et des informations. La vie est plus difficile pour les enfants qui travaillent dans les champs, en particulier dans les grandes plantations, mais elle est encore plus difficile lorsque les membres de la famille sont vendus hors de la ferme ou de la plantation. Certains planteurs maltraitent cruellement ceux dont ils ont la charge.

### Crimes et forfaits contre les esclaves

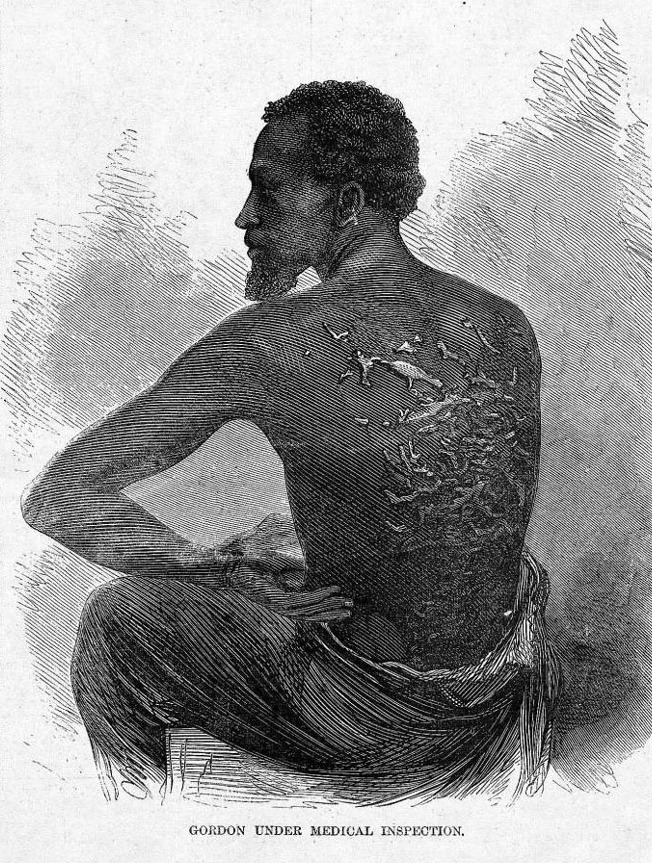
Illustration tirée du Harper's Weekly du 4 juillet 1863, de Gordon, un esclave qui s'est échappé vers les lignes de l'Union pendant la guerre civile américaine, présentant des cicatrices de coups de fouet sévères.

Les esclavagistes contrôlent les personnes qu’ils asservissent. Ils peuvent favoriser certains, rendre la vie difficile à d’autres, les exciter avec de vaines promesses d’émancipation, les violer brutalement et les punir sévèrement. Ils peuvent également contrôler ce qui arrive à leurs enfants, ce qui est un moyen très puissant. Les esclaves ne peuvent pas témoigner contre leurs maîtres lors d'un procès, ce qui rend leur situation plus difficile. En 1829, l'affaire Caroline du Nord contre Mann est portée devant la Cour suprême de Caroline du Nord, qui statue que les propriétaires d'esclaves ont le droit de traiter les personnes réduites en esclavage comme ils le souhaitent, y compris en les tuant, afin d'améliorer la « soumission » des esclaves à leurs maîtres.
Jusqu'à la première moitié du XIXe siècle, il est courant dans les universités du Sud, comme l'université de Virginie (UVA), que les hommes blancs violent les femmes et les enfants esclaves qui les servent. Entre 100 et 200 hommes, femmes et enfants noirs qui travaillent à l’université ont été maltraités et battus. Ce comportement est accepté par les forces de l’ordre et les colleges. En septembre 1826, deux étudiants de l'université, George Hoffman et Turner Dixon, attrapent la même maladie sexuellement transmissible de la même jeune fille, qui a été violée par les deux hommes. Eux et d'autres camarades de classe trouvent la victime âgée de 16 ans et la battent jusqu'au sang. Après que son propriétaire s'est plaint au college, les jeunes hommes sont réprimandés et condamnés à payer 10 $ au propriétaire d'esclaves. Les jeunes hommes auraient été traités plus sévèrement s’ils avaient mal manipulé un livre de bibliothèque. Après un examen exhaustif des dossiers d’archives de l’Université de Virginie, achevé en 2018, il a été constaté que « de toutes les façons imaginables... [le viol et la maltraitance étaient] au cœur du projet de conception, de financement, d'élaboration et de maintien du college ».
Après 1808, lorsque le Congrès rend illégale la traite négrière transatlantique, interdisant l'importation d'esclaves des Antilles ou d'Afrique, la traite négrière intérieure augmente. Le commerce des esclaves se développe dans le pays grâce à la procréation de femmes réduites en esclavage afin que leurs enfants puissent être vendus à des fins lucratives.

### Progéniture d'hommes blancs

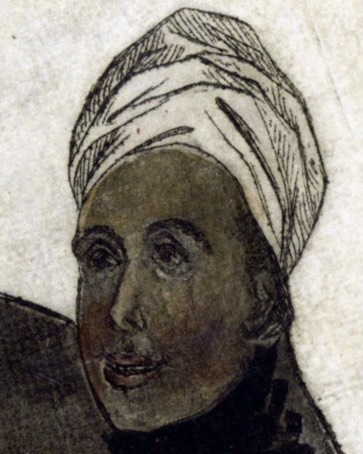
Sally Hemings en 1804.

Entre les années 1600 et 1860, il est courant que des planteurs blancs, des surveillants ou d’autres hommes blancs violent des femmes esclaves. En raison de la disparité de pouvoir entre les femmes esclaves et les hommes qui engendrent leurs enfants, et du fait que les hommes ont un accès illimité à ces rapports sexuels forcés, « tous les rapports sexuels qui avaient lieu entre les femmes esclaves et les hommes blancs constituaient une forme d'agression sexuelle. »
Comme les enfants ont le statut de leur mère, les enfants de femmes esclaves augmentent la main-d'œuvre du propriétaire d'esclaves, répondant aux besoins économiques de la colonie, qui souffre de pénuries perpétuelles de main-d'œuvre en raison des conditions difficiles, de la mortalité élevée et du fait que le gouvernement a du mal à attirer un nombre suffisant de serviteurs anglais sous contrat après l'amélioration des conditions économiques en Angleterre. Cela donne naissance à des générations d’esclaves noirs et métis. Parmi les plus connus figurent Sally Hemings et ses frères et sœurs, engendrés par le planteur John Wayles, et ses quatre enfants survivants de Thomas Jefferson. Ce statut contraste avec le droit en Angleterre-et-Galles de l’époque où le statut d’enfant est hérité de celui de son père, la collectivité pouvant exiger que le père reconnaisse les enfants illégitimes et subvienne à leurs besoins.

### Lois et codes
Une loi légalisant l'esclavage racial est adoptée en Virginie en 1661. Elle accorde à toute personne libre le droit de posséder des esclaves. En 1662, la Chambre des Bourgeois de Virginie adopte une loi stipulant qu'un enfant nait esclave si la mère est esclave, sur la base du principe partus sequitur ventrem. Plus précisément, « tous les enfants nés dans ce pays seront tenus libres ou esclaves, selon la condition de la mère. » La nouvelle loi de 1662 vise à définir le statut des sujets non anglais en Virginie. Elle est adoptée en partie à la suite d'un procès pour liberté dans lequel Elizabeth Key, la fille métisse d'un Anglais, qui a été baptisée chrétienne, gagne sa liberté par une décision coloniale. La loi a également pour effet de libérer les pères blancs de toute responsabilité envers leurs enfants métis. S'ils en sont propriétaires, ils peuvent les mettre au travail ou les vendre. Elle annule également l’interdiction existante d’asservir les chrétiens. Le droit colonial contraste avec le droit en Angleterre-et-Galles de l’époque qui prévaut en Angleterre. L’esclavage crée une caste raciale associée à l’ascendance africaine, quelle que soit l’ascendance paternelle de l’enfant. Ce principe est incorporé dans le droit de l’État lorsque la Virginie obtient son indépendance de la Grande-Bretagne.
Des lois supplémentaires concernant l'esclavage sont adoptées au XVIIe siècle et sont codifiées en 1705 dans le premier code de l'esclavage de Virginie, An act concerning Servants and Slaves. Les lois des esclaves de Virginie de 1705 stipulent que les personnes qui ne sont pas chrétiennes, ou qui sont noires, métisses ou amérindiennes seront classées comme esclaves (c'est-à-dire traitées comme des biens personnels ou des biens meubles), et qu'il est illégal pour les Blancs d'épouser des personnes de couleur. Les propriétaires d'esclaves ont la permission de punir les personnes réduites en esclavage et ne sont pas poursuivis si l'esclave en meurt. La loi prévoit des sanctions, allant jusqu’au fouet et à la mort, pour les délits mineurs et les actes criminels. Les esclaves ont besoin d'une autorisation écrite, appelée « laissez-passer », pour quitter leur plantation.
Les serviteurs, distingués des esclaves, ont droit à la sécurité, à la remise de nourriture et de biens à la fin de leur service et à la résolution de leurs problèmes juridiques, d'abord avec un juge de paix, puis devant un tribunal, si nécessaire. La Virginie a une liste plus longue de délits qu’une personne noire peut commettre que toute autre colonie du Sud. Les Noirs ne bénéficient pas de procédures légales leur permettant de plaider correctement leur cause et de prouver leur innocence ; ils n’ont pas non plus le droit de faire appel des décisions.

### Plantations et fermes

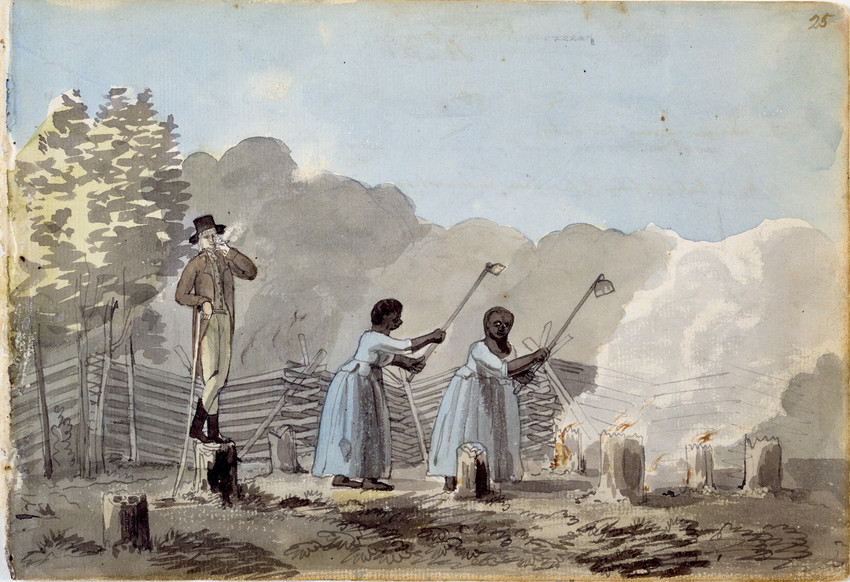
Benjamin Henry Latrobe, Un surveillant faisant son devoir, 1798, Sketch book, III, 33, Maryland Historical Society, Baltimore. Représentation de femmes esclaves travaillant sur des brûlis, ce qui est courant lors de la rotation des cultures.

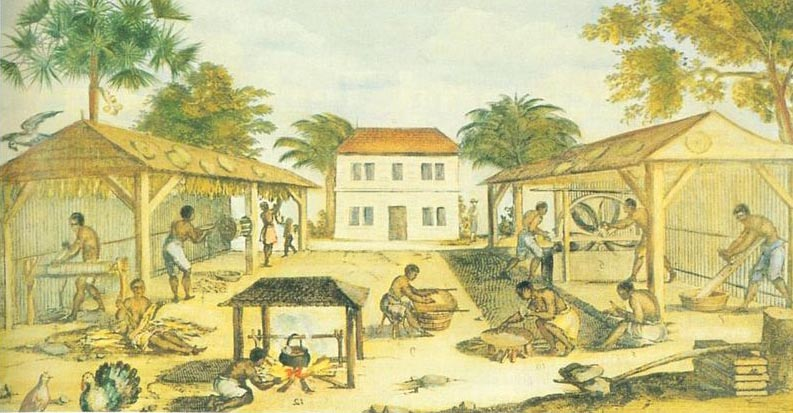
Esclaves dans une plantation de tabac vers 1670.

Les planteurs de Virginie ont développé la culture du tabac comme principale denrée d'exportation, une culture nécessitant une main-d'œuvre nombreuse ; la demande en Angleterre et en Europe conduit à une augmentation de l'importation d'esclaves africains dans la colonie. Les serviteurs européens sont remplacés par des esclaves noirs au cours du XVIIe siècle, car ils constituent une source de main-d'œuvre plus rentable. L’esclavage est soutenu par des changements juridiques et culturels. Les premiers esclaves noirs sont importés dans les colonies anglaises d'Amérique du Nord d'abord en Virginie ; l'esclavage se répand de là aux autres colonies. Les grandes plantations deviennent plus répandues, modifiant la culture de la Virginie coloniale qui dépend d'elles pour sa prospérité économique. La plantation « sert d'institution en soi, caractérisée par l'inégalité sociale et politique, les conflits raciaux et la domination de la classe des planteurs. ».
La culture du tabac dans l'est de la Virginie épuise tellement la fertilité des sols qu'en 1800, les agriculteurs commencent à se tourner vers l'ouest pour trouver de bonnes terres pour cultiver. John Randolph de Roanoke déclare en 1830 que la terre est « épuisée ». Le maïs et le blé sont cultivés sur le plateau du Piedmont et dans la vallée de Shenandoah. Le nombre d'esclaves dans la vallée de Shenandoah n'est jamais aussi élevé que dans l'est de la Virginie. La région a été colonisée par des Allemands et des Écossais-Irlandais, qui n'avaient que peu besoin ou d'intérêt pour l'esclavage ; l'absence de concurrence avec le travail des esclaves non rémunérés a empêché le développement de divisions de classe comme à l'Est,.
Dans l’ouest de la Virginie, l’économie repose sur l’élevage et l’agriculture. Il n’est pas rentable d’utiliser la main-d’œuvre esclave, sauf pour les quelques plantations de tabac, les mines de charbon ou l’industrie du sel. L'industrie du charbon et du sel loue des esclaves qui sont embauchés principalement dans l'est de la Virginie, car leur risque de mort est trop élevé pour que l'achat d'esclaves ne soit pas rentable. Les Blancs pauvres travaillent également dans ces industries. Les esclaves qui ne sont plus nécessaires ou commercialisables en Virginie sont loués ou vendus pour travailler dans les champs de coton du Sud profond,.
La population d'esclaves augmente dans les comtés qui englobent aujourd'hui la Virginie-Occidentale dans les années 1790 à 1850, mais connait une diminution de 1850 à 1860, année où quatre pour cent (18 451) de la population totale de la Virginie occidentale est constituée d'esclaves ; les esclaves de la Virginie orientale représentent environ trente pour cent (490 308) de la population totale. Avec une pénurie de main-d’œuvre blanche, les Noirs s'impliquent fortement dans les métiers et les entreprises urbaines. Dans ce contexte, les esclaves peuvent acheter leur sortie de l’esclavage.
Les intérêts de la Virginie orientale sont très différents de ceux des comtés frontaliers du nord-ouest. L'État de Virginie-Occidentale est formé à partir des comtés du nord-ouest de la Virginie ainsi que des comtés du sud-ouest et de la vallée de Shenandoah. Le statut d'État fédéral est accordé en 1863.
La Virginie-Occidentale est un État divisé pendant la guerre civile, la moitié des comtés votent pour la Confédération en 1861 et la moitié de ses soldats sont confédérés. Elle entre dans l'Union en tant qu'État esclavagiste.

### Culture

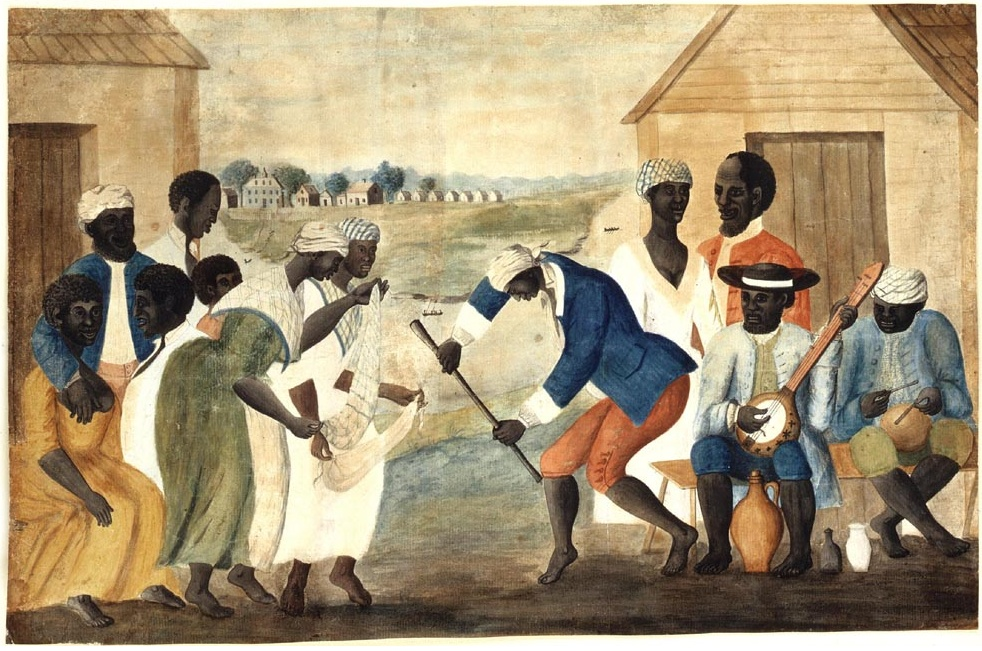
Attribué à John Rose, La Vieille Plantation, esclaves dansant sur une musique de banjo, vers 1785-1795, Abby Aldrich Rockefeller Folk Art Museum, Williamsburg, Virginie.

Les Afro-Américains développent des traditions culturelles qui les aident à faire face à l’esclavage, à soutenir les membres de leur famille et leurs amis et à promouvoir leur dignité humaine. La musique, le folklore, la cuisine et les pratiques religieuses des Noirs ont influencé et contribué à la culture américaine au sens large,.
Les premiers Africains transportés d'Angola ont peut-être apporté certaines pratiques chrétiennes qu'ils ont apprises des missionnaires catholiques portugais et des prêtres jésuites en Afrique.
Les Afro-Américains réduits en esclavage encouragent la fierté raciale, éduquent leurs enfants et enseignent des leçons de vie en racontant des histoires du folklore africain, ainsi que des paraboles et des proverbes africains. Les animaux de ces histoires représentent des traits humains : par exemple, les tortues représentent des voleurs, tandis que d'autres figures animales emploient la ruse et l'intelligence pour prendre le dessus sur de puissants ennemis.

### Religion et musique

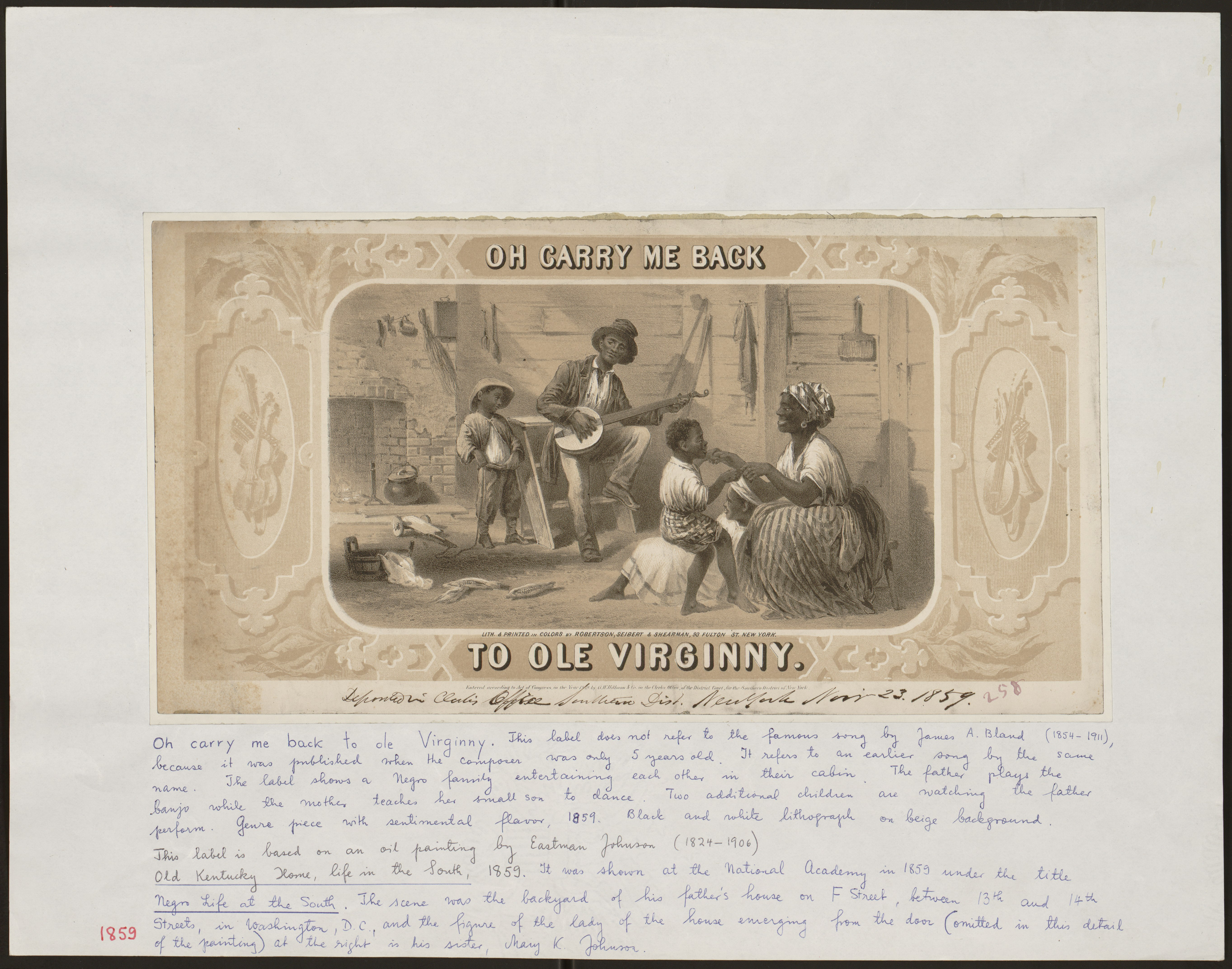
Oh carry me back to ole Virginny, lithographie de Robertson, Seibert & Shearman, 1859, New York.

Les Blancs célèbrent des services religieux dans des églises où les Noirs libres et les esclaves sont également autorisés à pratiquer leur culte mais, dans des espaces séparés, jusqu'à ce qu'ils soient en mesure de fonder leurs propres églises.
Certains esclaves peuvent aller à l’église et d’autres se réunissent secrètement dans les bois pour prier. Quoi qu'il en soit, les pratiques religieuses, telles que la musique, les formes de culte par appel et réponse et les coutumes funéraires, aident les Noirs à préserver leurs traditions africaines et à gérer « les effets déshumanisants de l'esclavage et de la ségrégation ».
Les ministres méthodistes et baptistes prêchent des sermons sur la rédemption et l'espoir aux Noirs réduits en esclavage, qui introduisent des cris et des sorrow songs (chants de tristesse) dans les cérémonies religieuses, créant leur propre musique religieuse, qui incorpore des rythmes complexes, des battements de pieds et des vocalisations hors tonalité des pratiques européennes. Ils chantent des chants communautaires appelés spirituals sur la délivrance, le salut et la résistance.
La musique est un élément important du tissu social des communautés afro-américaines. Les chants de travail sont utilisés dans les plantations pour coordonner les travaux de groupe dans les champs, tandis que les chansons satiriques constituent une forme de résistance aux injustices de l'esclavage.

### Nourriture

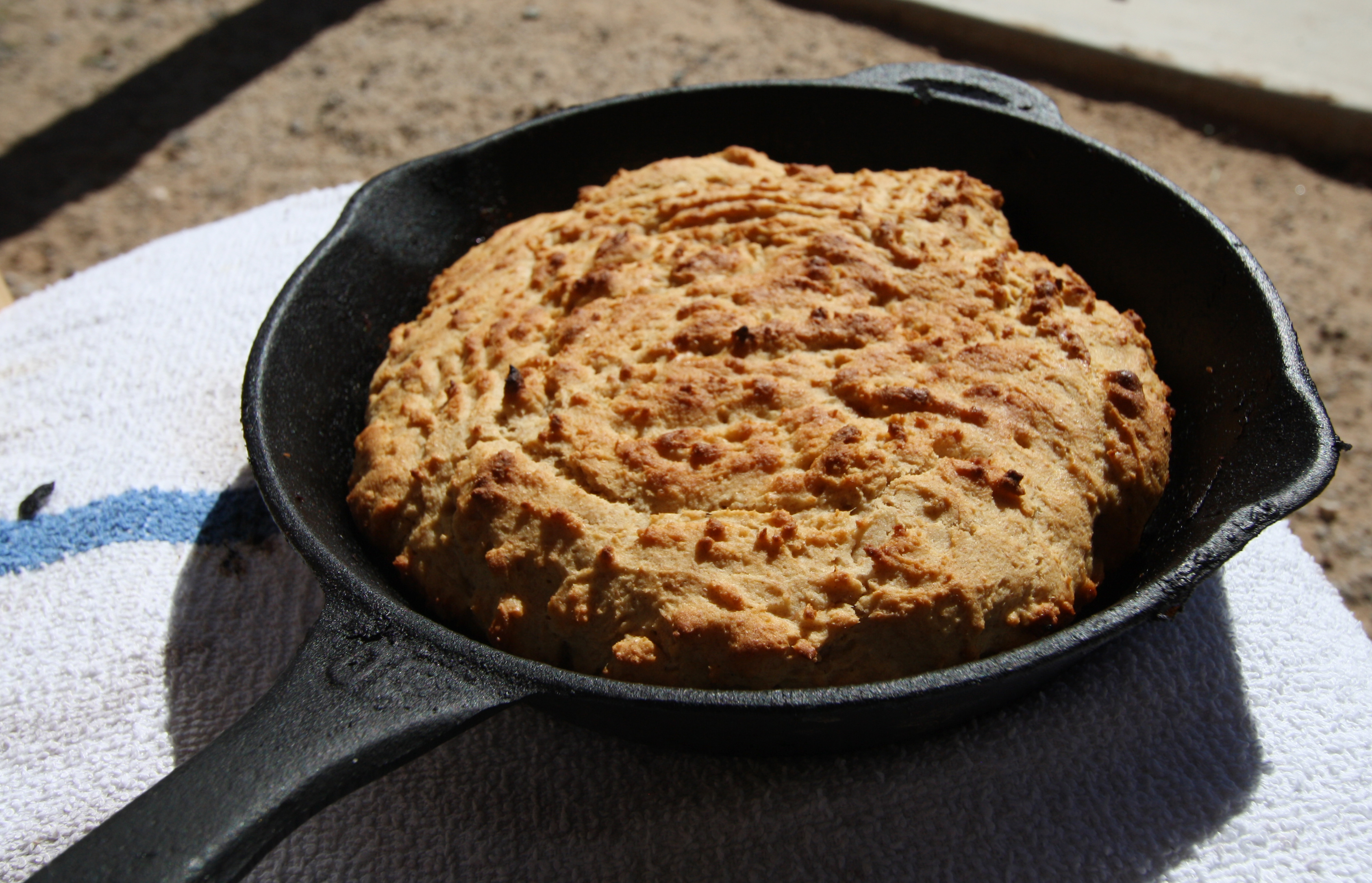
Pain de maïs cuit dans une poêle en fonte.

Le régime alimentaire des esclaves est déterminé par la nourriture qui leur est donnée, les principaux aliments étant le maïs et le porc,. Au moment de l'abattage des porcs, les meilleurs morceaux de viande sont conservés pour la maison du maître et le reste, comme le lard, les groins, les oreilles, les os du cou, les pieds et les intestins (les chitterlings) sont donnés aux esclaves, qui consomment aussi couramment du pain de maïs ; il existe de nombreuses autres façons de préparer le maïs, comme la bouillie, le hominy, le grits, les gaufres et les galettes. Les esclaves adultes reçoivent généralement un peck (9 litres) de semoule de maïs et 3 à 4 livres (1,5 à 2 kilos) de porc par semaine ; des aliments de base tels que le pain de maïs, le poisson-chat frit, les chitterlings et les os de cou proviennent de ces rations.
Les Africains réduits en esclavage complètent leurs rations avec des légumes verts cuits (chou vert, betteraves, pissenlit, chou kale, pourpier) et patates douces). Les fouilles des quartiers d'esclaves ont révélé que leur régime alimentaire comprend aussi de l'écureuil, du canard, du lapin, de l'opossum, du poisson, des baies et des noix. Les légumes et les céréales incluent du gombo, des navets, des haricots, du riz et des pois,.

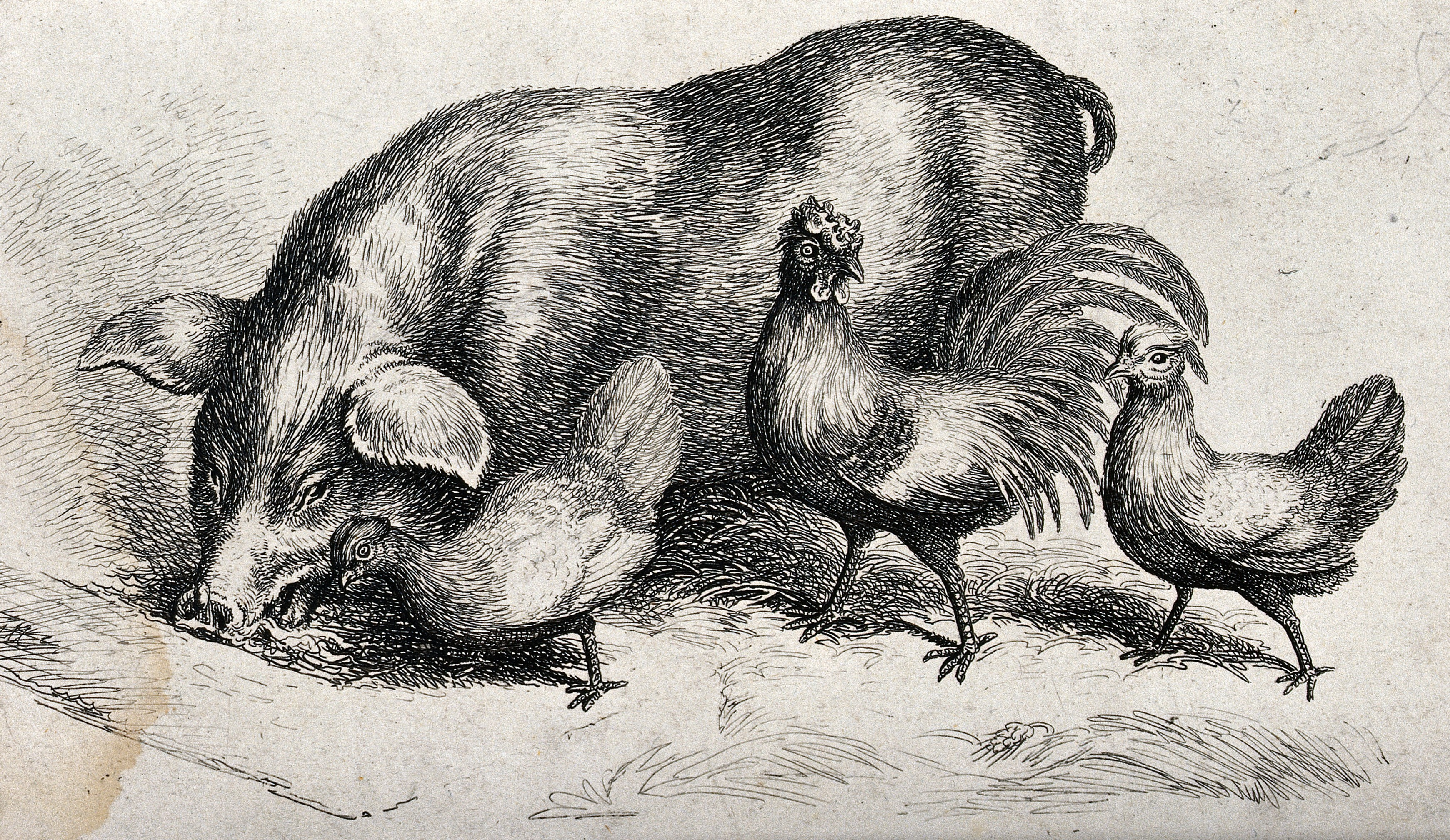
Un cochon et trois poules viennent se nourrir dans une mangeoire, gravure. L'auge à cochons est comme celles que Booker T. Washington recherchait pour récupérer les restes de maïs bouilli laissés par les cochons.

De la même manière que les premiers Virginiens partageaient entre eux leurs connaissances et leurs traditions patrimoniales, les esclaves préparent des repas basés sur les cuisines européenne, amérindienne et africaine, en élaborant leur propre cuisine à partir des rations limitées qui leur sont données par leurs maîtres. Ils préparent du gombo, de la fricassée, des aliments frits, et des soupes faites à partir de restes de viande et de légumes, donnant ainsi naissance à ce qu'on appelle aujourd'hui la soul food ; ces aliments sont cuits dans leurs cheminées.
Selon Booker T. Washington, qui a grandi dans une plantation de tabac en Virginie, les restes sont souvent la seule nourriture disponible pour les esclaves. S'il n'y avait rien au petit-déjeuner, il mangeait du maïs indien bouilli préparé pour les cochons. S'il n'y parvenait pas avant que les cochons se soient nourris, il ramassait des morceaux autour des auges. Il se souvient qu'en tant que jeune garçon, il avait été réveillé pour manger un poulet obtenu par sa mère, probablement pris dans la plantation et cuit au milieu de la nuit.

### Vêtements

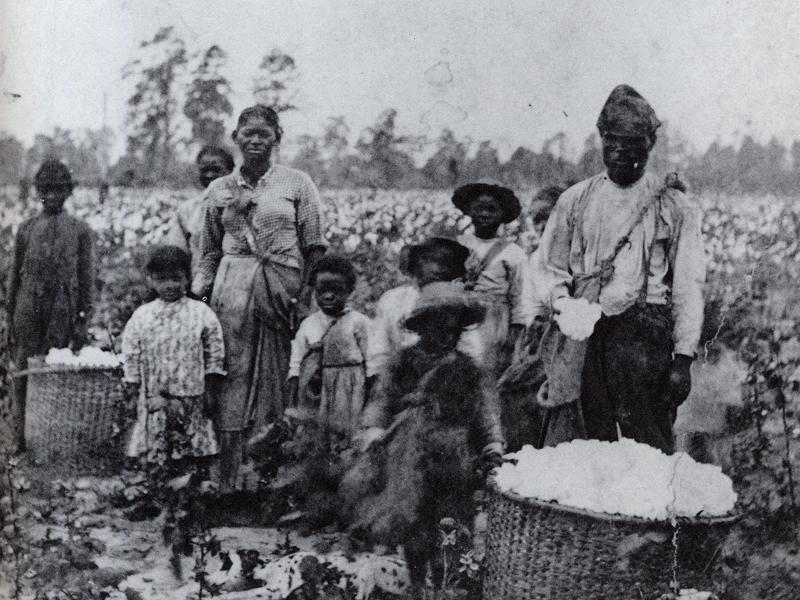
Famille d'esclaves dans les champs de coton de Géorgie, vers 1850. De nombreux Virginiens réduits en esclavage furent vendus pour travailler dans les champs de coton du Sud profond.

Les vêtements que portent les esclaves en Virginie varient en fonction de l'époque à laquelle ils vivent, de leurs professions et des pratiques de leurs esclavagistes. Ils ne peuvent pas conserver leurs vêtements africains, à l'exception de certaines femmes qui portent des foulards traditionnels en tissu d'Afrique de l'Ouest.
Au XVIIIe siècle, s’ils travaillent dans les champs, ils portent probablement des vêtements simples et inconfortables de style européen, certainement fait de tissu bon marché et de qualité inférieure, comme le negro cloth, un tissu grossier et résistant importé d'Europe, et l'osnaburg fabriqué à partir de chanvre et de lin. Certaines personnes trouvent les vêtements si inconfortables qu’elles essaient de les enlever dès qu’elles le peuvent.
Des tissus plus durables et plus confortables, comme le jean, sont utilisés au XIXe siècle. Avec l'augmentation de la production de coton, les vêtements confectionnés à partir de tissus mélangés deviennent courants. Si quelqu'un travaille à la maison ou occupe un poste en livrée, il porte des vêtements ou des uniformes de meilleure qualité. Les petites filles portent des robes simples, puis des robes d'adultes à partir de la puberté. Les vêtements des garçons varient à mesure qu'ils vieillissent. Ils portent des blouses simples, des pantalons courts, puis des pantalons longs. On leur donne des chaussures et parfois des chapeaux. Les vêtements sont généralement distribués deux fois par an. Des touches personnelles peuvent être appliquées à la fabrication de tissus teints avec des légumes, des perles de verre cousues ou des coquillages cauris, ou des colliers fabriqués à la main. Certaines personnes qui prévoient de s'enfuir acquièrent de meilleurs vêtements pour être moins visibles : elles volent des vêtements ou les achètent, si elles peuvent gagner de l'argent.

## Commerce des esclaves

### Traite négrière occidentale

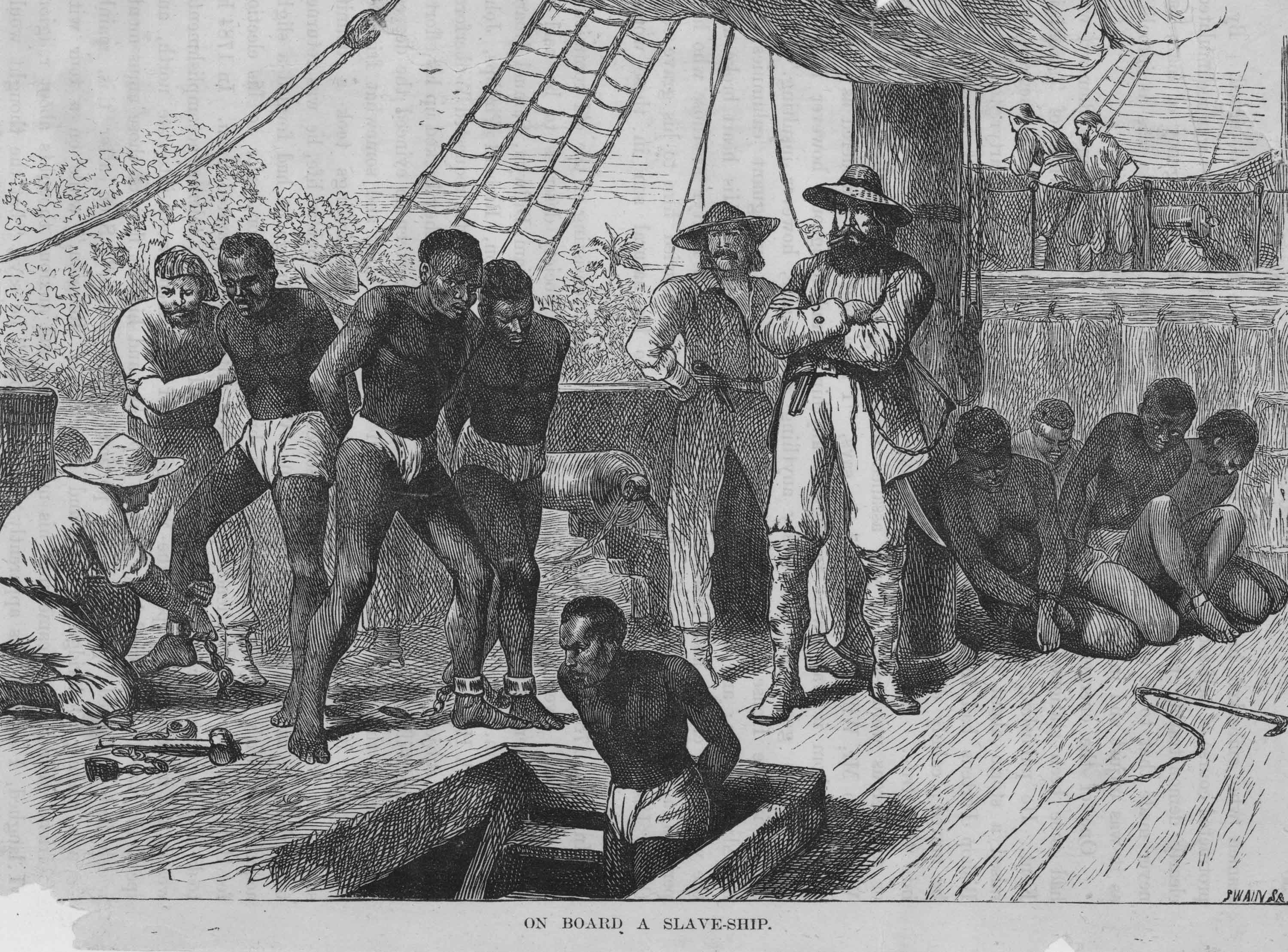
Joseph Swain, Esclaves à bord d'un navire négrier enchaînés avant d'être mis en cale, gravure sur bois, vers 1880.

La traite négrière occidentale commence au XVIe siècle, lorsque des navires portugais et espagnols transportent des esclaves vers l'Amérique du Sud, puis vers les Antilles. La Virginie devient partie prenante de cette traite lorsque les premiers Africains sont amenés dans la colonie en 1619. Les esclaves sont vendus contre du tabac et du chanvre, qui sont envoyés en Europe.
En 1724, un marchand, Richard Merriweather, parlant au nom des marchands de Bristol concernant la loi de 1723 adoptée en Virginie qui impose un droit sur l'alcool et les esclaves, estime qu'entre 1 500 et 1 600 esclaves sont importés en Virginie chaque année par les marchands de Bristol et de Londres. En 1772, d'éminents Virginiens soumettent une pétition à la Couronne, demandant que la traite des esclaves vers la Virginie soit abolie ; la pétition est rejetée,,.
Le Congrès des États-Unis promulgue l'Act Prohibiting Importation of Slaves, la loi interdisant l’importation d’esclaves, qui entre en vigueur en 1808, ce qui accroit le commerce intérieur des esclaves.

### Traite et production d'esclaves domestiques

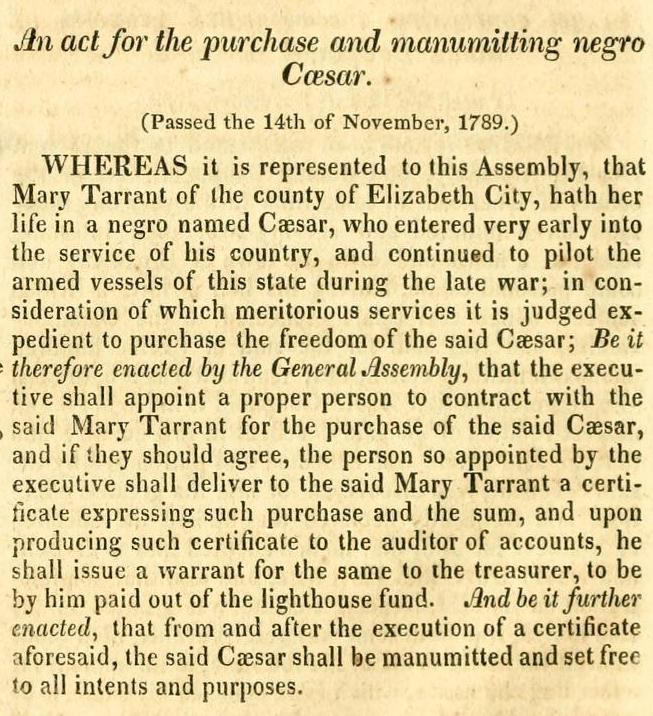
Acte d’achat de 1823 de l’esclave Caesar Tarrant à sa propriétaire Mary Tarrant. La loi prévoit son manumission à l’achèvement de l’achat.

Le commerce intérieur des esclaves en Virginie connait une croissance substantielle au début du XIXe siècle. Elle devient l'« industrie » la plus lucrative de l'État, l'exportation des esclaves rapportant plus d'argent que celle du tabac. Les femmes sont utilisées pour la reproduction. Les hommes blancs ont des relations sexuelles avec des femmes esclaves à volonté, ce qui leur permet d'obtenir davantage d'esclaves, qui deviendront ouvriers agricoles, ce qui les incite à fournir des soins de santé qui assurent la fertilité des femmes et un accouchement réussi. On estime que deux millions d'esclaves sont transportés ou marchent à pied de Richmond vers le Sud profond, où ils sont nécessaires pour les travaux dans les champs de coton.
Robert Lumpkin dirige une prison d'esclaves, où les Noirs réduits en esclavage souffrent énormément sous sa gestion brutale, près du marché aux esclaves de Richmond, ville qui est le plus grand centre de traite d'esclaves américain après La Nouvelle-Orléans et qui est classée première en matière de production d'esclaves.
Selon l'historienne Wilma King, qui écrit dans le Journal of African American History : « …il existe des preuves que certains hommes esclaves ont été contraints à des relations sexuelles avec des femmes esclaves par leurs propriétaires, ce qui a conduit au viol, ou que des esclaves ont abusé sexuellement de filles et de femmes noires sur lesquelles ils exerçaient une autorité. » Elle cite le cas d'une adolescente esclave qui a été forcée de coucher avec un esclave, mais dont l'esclavagiste voyeur était plus intéressé à les regarder avoir des relations sexuelles à sa demande qu'à augmenter son stock d'esclaves.

### Vente

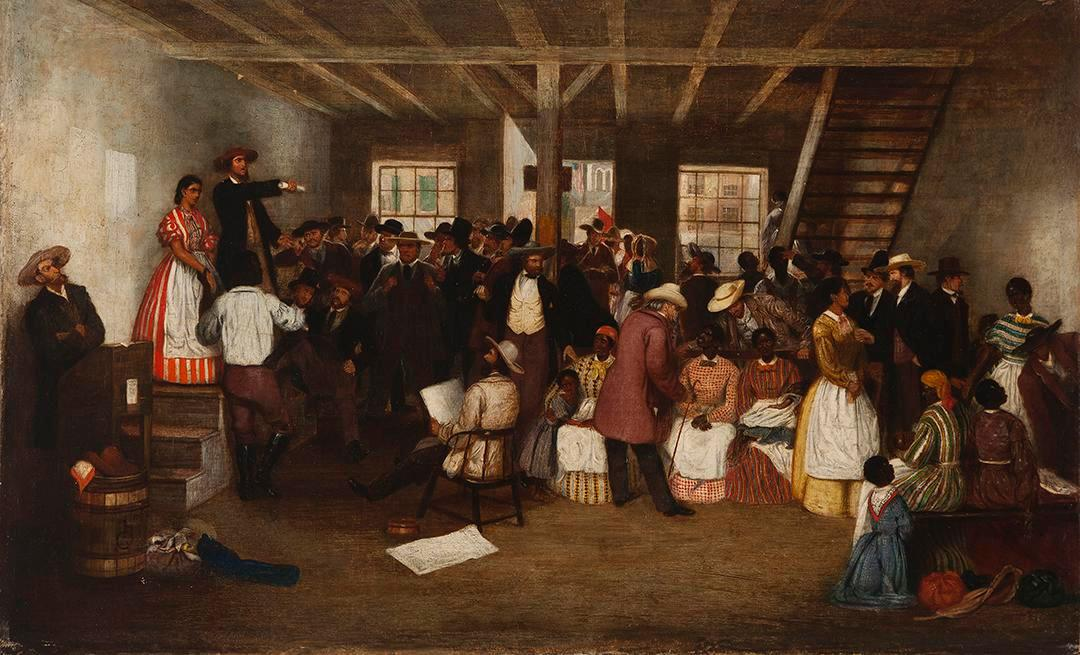
Lefevre James Cranstone, Encan sur le marché aux esclaves de Richmond, vers 1862, Virginia Historical Society.

Richmond est une plaque tournante de la vente d'esclaves en Virginie,. Lorsque des personnes réduites en esclavage sont vendues, cela signifie que les communautés et les familles sont susceptibles d’être dispersées. Il est courant que les esclaves soient séparés de leur conjoint et de leurs enfants, parfois pour le reste de leur vie. Ils sont emmenés de la plantation et mis dans des prisons ou des enclos à esclaves par des marchands d'esclaves. Ils peuvent y être détenus pendant des semaines et sont soumis à des inspections physiques intrusives. Lorsqu'ils sont vendus aux enchères, ils peuvent être revendus à un autre commerçant ou finalement vendus pour travailler dans les plantations du Sud profond.
Les prix de vente des esclaves varient en fonction de l'âge, du sexe et de la période. Les femmes sont évaluées à quatre-vingt ou quatre-vingt-dix pour cent du prix des hommes. Les enfants sont évalués à environ la moitié de la valeur d'un « ouvrier agricole de premier ordre ». À la fin des années 1830, le prix le plus élevé pour un esclave était de 1 250 $ en raison de l'essor de l'industrie du coton. Dans les années 1840, la valeur chute considérablement, puis se redresse à la fin des années 1850, lorsque la valeur la plus élevée pour un esclave atteint environ 1 450 $.
Alexandria est un centre de traite des esclaves, situé sur des terres cédées par la Virginie au gouvernement fédéral américain pour créer le district fédéral. Cette terre a été restituée à la Virginie avec la rétrocession du district de Columbia. De nouveau partie intégrante de la Virginie, Alexandria est un lieu sûr pour le commerce des esclaves. L'une des principales raisons pour lesquelles la rétrocession a lieu est que la fin de l'esclavage dans le district de Columbia est un objectif principal des abolitionnistes, un objectif auquel les propriétaires et les marchands d'esclaves sont farouchement opposés, qui s'efforçent de protéger leurs intérêts commerciaux et souhaitent donc qu'Alexandria soit sur un territoire esclavagiste.

### Contrôles et résistance

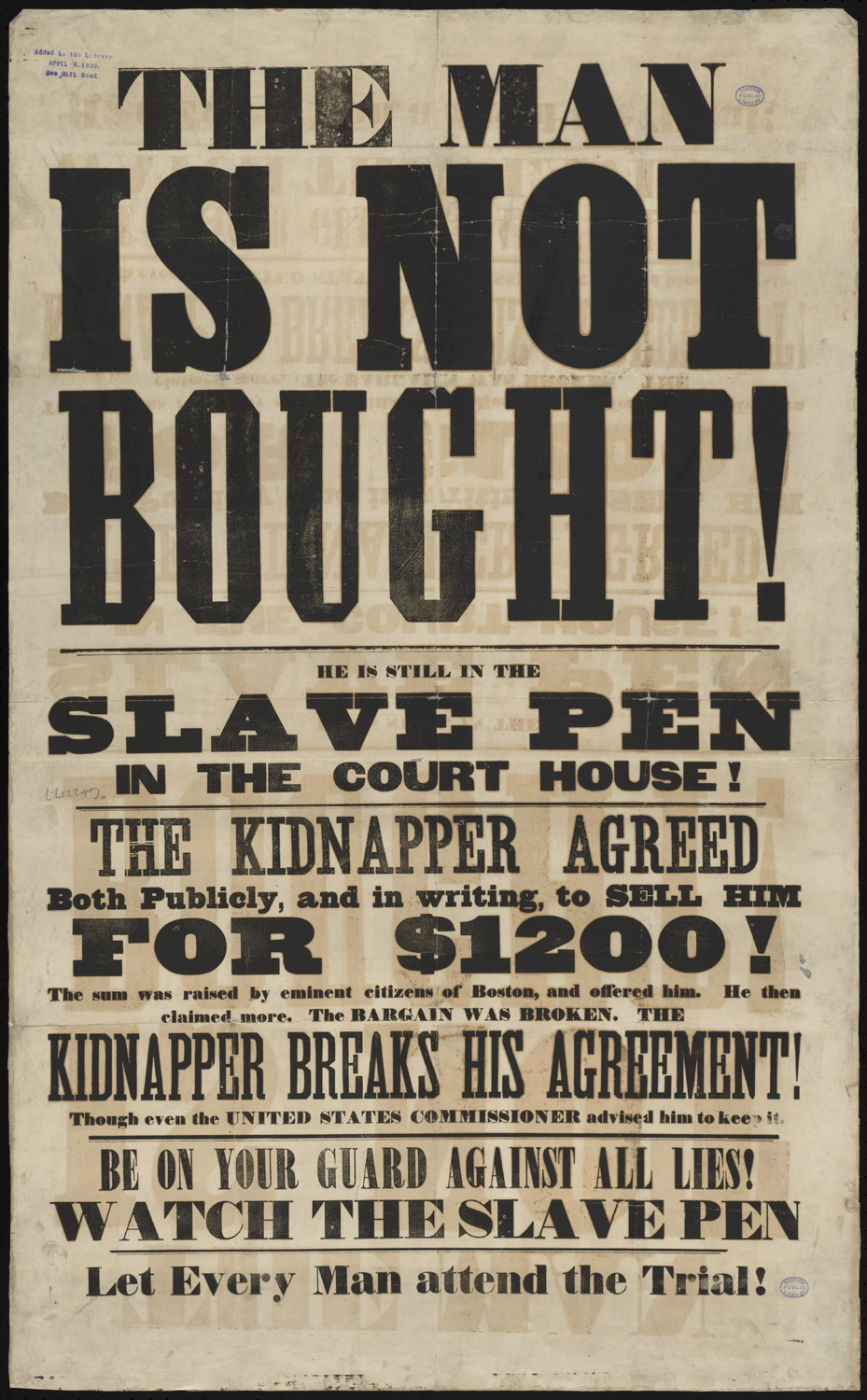
"L'homme ne s'achète pas ! : Il est toujours dans l'enclos des esclaves du palais de justice !...", l'annonce fait connaître la situation de l'esclave fugitif arrêté Anthony Burns.

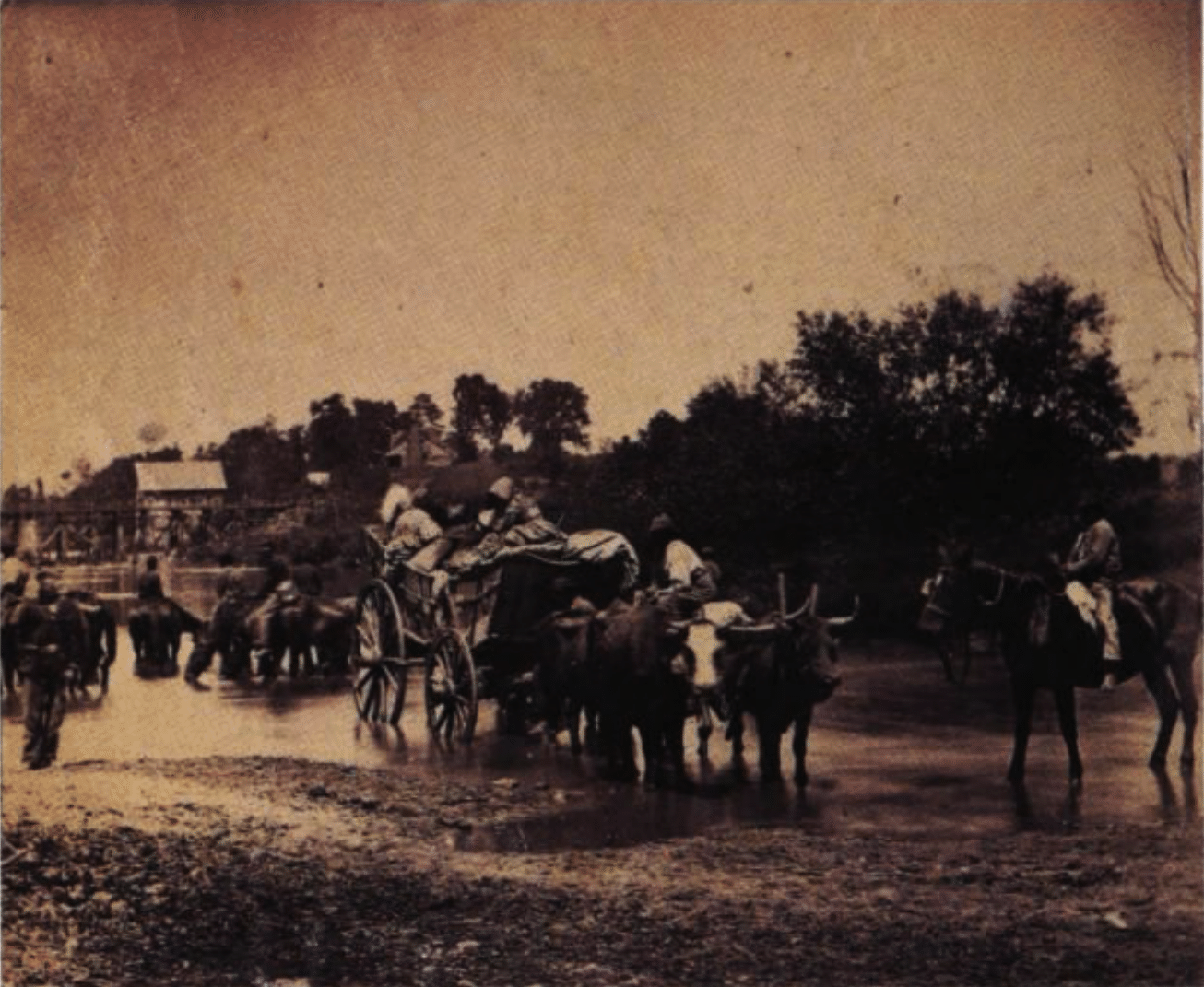
Esclaves fugitifs traversant le Rappahannock, 1862.

Les propriétaires d'esclaves ont recours à un certain nombre de mesures de contrôle, craignant constamment que les esclaves ne s'enfuient ou ne se révoltent contre eux. Une tactique consiste à empêcher les Afro-Américains d’apprendre à lire et à écrire. Ils limitent les possibilités de rencontre entre les groupes de personnes et les empêchent de quitter la plantation. Les esclaves qui tentent d'échapper à leur esclavage et qui sont attrapés sont punis publiquement ; les punitions comprenaient l'exécution et la défiguration. Les Virginiens blancs qui aident les Noirs à violer les codes sont également punis. Les incitations, la religion, le système juridique et l’intimidation sont d'autres moyens de contrôle.
Les esclaves disposent de diverses manières de résister à leur servitude, mais le moyen le plus efficace est d'avoir leur propre culture, exprimée à travers la religion, la musique, le folklore et la musique. Le travail au ralenti, le vol de nourriture ou la destruction des biens du propriétaire d’esclaves sont d'autres moyens employés. Même si les risques sont bien connus, des personnes essaient quand même de s'échapper quand elles le peuvent.
Deux individus, identifiés dans une annonce dans un journal londonien publiée le 17 décembre 1724 : « Il s'est enfui de chez son maître Philip Reynolds de James River en Virginie, et on suppose qu'il est venu en Angleterre, un ... Un homme nommé Scipion (mais qui s'appelle maintenant John Whitt). C'est un petit garçon, noir comme du charbon et au visage rond ; âgé d'environ 24 ans ; il a un trou dans l'oreille gauche et une sorte d'étoile entre ses épaules sur le dos ; il a travaillé là-bas comme vitrier et comme ferblantier, et joue du violon. Celui qui assurera... , et l'amener à M. John Midford, marchand, à Mincing Lane, aura une récompense de dix livres. NB Un autre... [l'homme] est censé être avec lui, qui était cocher du colonel Diggs de York River. »
John Whitt et son compagnon profitent de leur environnement et de leurs contacts pour réussir leur fuite, disparaissant tranquillement le long de la James River et dans les nombreux chantiers navals animés de la côte virginienne où des navires marchands et des navires de guerre vont et viennent quotidiennement, tous ayant le potentiel d'offrir un passage sûr vers la liberté. Le manque constant de marins qualifiés peut encourager un capitaine à les enrôler dans son équipage. Des membres d'équipage et des capitaines sont aussi prêts à aider ceux qui cherchent la liberté ; quelques cas de navires entiers volés dans le but de s'échapper existent, comme pour l'incident de Pearl en avril 1848, la plus grande tentative d’évasion non violente par des esclaves connue dans l’histoire des États-Unis.
Le compagnon de Whitt, cocher de Cole Digges, a peut-être utilisé les relations maritimes de la famille Digges pour les aider à monter à bord d'un navire. La famille Digges possède un bateau qui amène des esclaves à Yorktown, en Virginie. Au début du XVIIIe siècle, Yorktown est le principal port de débarquement de la plupart des Africains emmenés en Virginie : de fait, de nombreux habitants de la ville profitent de la traite des esclaves... Il est probable que le cocher de Cole Digges ait vécu et travaillé dans la maison familiale des Digges.
L'esclavagiste de John Whitt, Philip Reynolds, demeure inconnu, bien que les registres généalogiques nous indiquent qu'il est le fils de Thomas Reynolds de la paroisse de St Peters, dans le comté de Hanover. Il a trois fils, William, John et Philip Jr, avec sa femme Mary Susanna et meurt à l'âge de 77 ans en 1776. Un certain William Reynolds, peut-être le même ou un parent, est enregistré comme propriétaire du navire négrier Ruby, qui navigue de Londres vers la Côte de l'Or, puis vers la Jamaïque en 1765.
L'annonce confirme que Philip Reynolds a reçu des informations selon lesquelles les deux hommes ont navigué vers l'Angleterre. En parcourant environ 32 500 milles nautiques à une vitesse de croisière d'environ 3 nœuds, il leur aura fallu environ 45 jours pour arriver à Londres.

## Révoltes

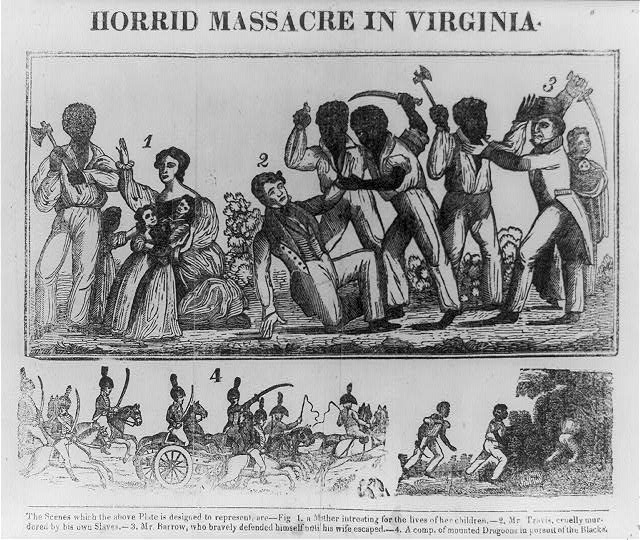
La rébellion des esclaves de Nat Turner, gravure sur bois, 1831, tirée du livre, Récit authentique et impartial de la scène tragique dont on a été témoin dans le comté de Southampton, Bibliothèque du Congrès.

Trois grandes tentatives de révolte d'esclaves se produisent en Virginie au cours du XIXe siècle : la rébellion de Gabriel Prosser en 1800, la révolte de Nat Turner en 1831 et le raid de John Brown contre Harpers Ferry, organisé par un abolitionniste radical blanc, John Brown. Après la rébellion de Nat Turner, des milliers de Virginiens envoient à l'assemblée législative plus de quarante pétitions demandant la fin de l'esclavage et les journaux de Richmond plaident ardemment en faveur de l'abolition,.
Selon l'historienne Eva Sheppard Wolf, « la réponse des Virginiens blancs s'est poursuivie bien au-delà de leur accès de violence initial et a inclus la discussion la plus publique, la plus ciblée et la plus soutenue sur l'esclavage et l'émancipation qui ait eu lieu dans le Commonwealth ou dans tout autre État du Sud. » Environ un tiers des pétitions reçues par la Chambre des délégués demandent également la migration forcée préalable de tous les Noirs libres de Virginie vers le Liberia. Les Noirs libres au plus tard en 1859, ne sont pas autorisés à entrer dans le Commonwealth de Virginie.
Le petit-fils de Thomas Jefferson, Thomas Jefferson Randolph, dirige la faction perdante de l'assemblée législative de Virginie, dont le projet de loi aurait fait de tous les enfants nés d'un esclave après le 4 juillet 1840, la propriété de l'État de Virginie dès l'âge de vingt et un ans pour les garçons et de dix-huit ans pour les filles, ce qui les aurait obligés à travailler jusqu'à ce qu'ils gagnent suffisamment d'argent pour les envoyer au Liberia où ils seraient libérés. Thomas R. Dew s'y oppose ; son livre, Review of the Debate in the Virginia Legislature, joue un rôle important dans le rejet du projet.

## Obtention de la liberté

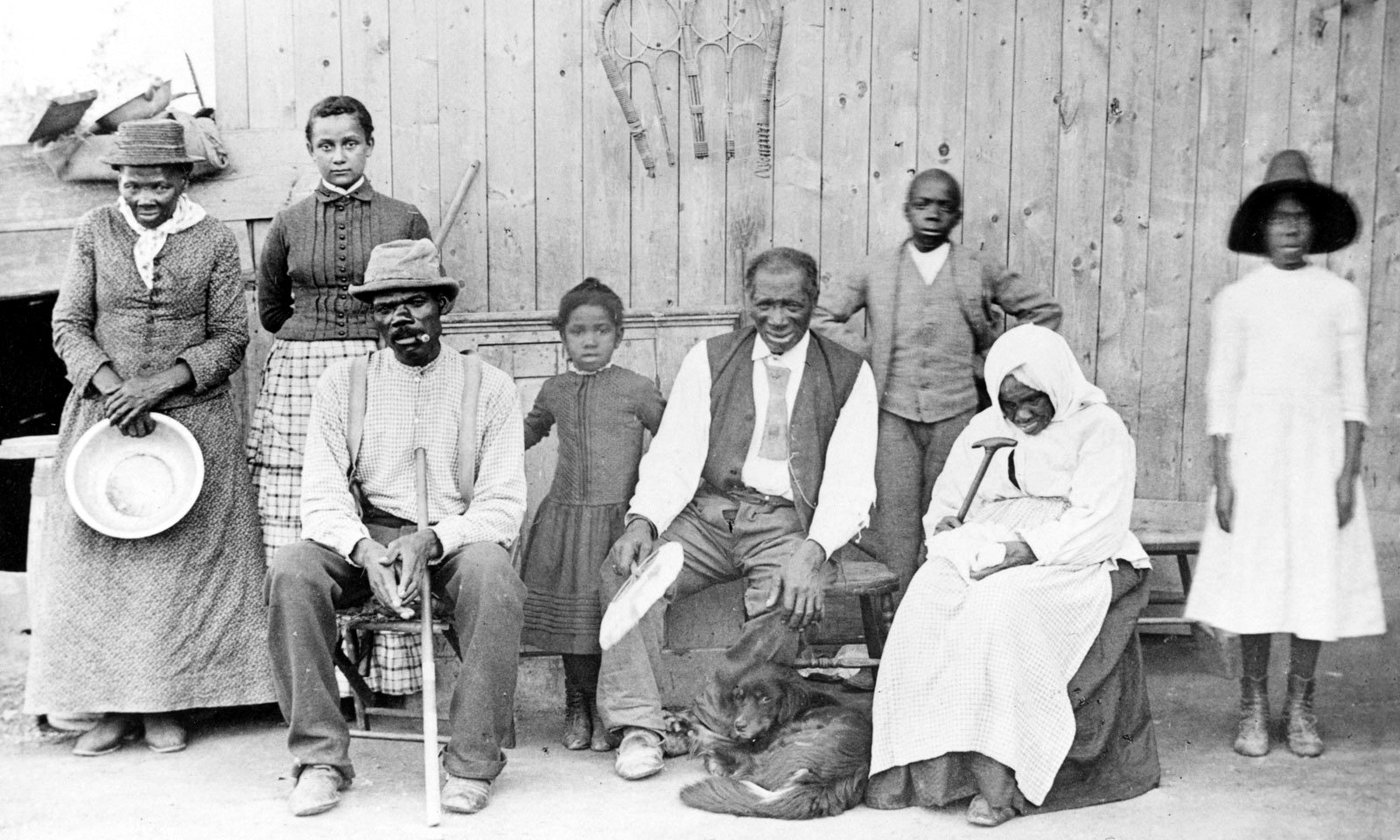
Harriet Tubman (c. 1820 – 10 mars 1913), à l’extrême gauche, avec sa famille et ses voisins, des esclaves libérés, vers 1887, dans sa maison d’Auburn (New York).

De nombreux esclaves obtiennent la liberté avant la guerre de Sécession. Certains sont libérés ou émancipés volontairement par leur propriétaire par le biais de l'affranchissement. La réglementation de l'affranchissement débute en 1692, lorsque la Virginie établit que pour affranchir un esclave, une personne doit payer le coût de son transport hors de la colonie. Une loi de 1723 stipule que les esclaves ne peuvent « être libérés sous aucun prétexte, sauf pour quelques services méritoires jugés et autorisés par le gouverneur et le conseil »,.
Le nouveau gouvernement de Virginie abroge les lois en 1782 et déclare la liberté des esclaves qui ont combattu pour les colonies pendant la Guerre d'indépendance des États-Unis de 1775-1783. Les lois de 1782 permettent également aux maîtres de libérer leurs esclaves de leur propre chef ; auparavant, une manumission nécessitait l'obtention du consentement de l'assemblée législative de l'État, ce qui était difficile et rarement accordé. Rarement après 1800, des personnes ont pu acheter leur propre liberté. À mesure que le mouvement abolitionniste gagne en popularité, davantage de personnes sont libérées.
Beaucoup de Noirs libres sont hautement qualifiés. Certains sont tailleurs, coiffeurs, musiciens, cuisiniers et artisans, d’autres éducateurs, écrivains, hommes d’affaires, planteurs et cuisiniers. Parmi les personnes libérées éminentes figurent Absalom Jones, abolitionniste et ecclésiastique ; Richard Allen, évêque, éducateur et écrivain ; Sarah Allen, abolitionniste, missionnaire et épouse de Richard Allen ; Frederick Douglass, orateur, écrivain et homme d'État ; et Harriet Tubman, abolitionniste et militante politique. Thomas L. Jennings invente une méthode de nettoyage à sec pour les vêtements, tandis qu'Henry Blair, un scientifique, obtient un brevet pour un semoir.
Les Noirs libres sont en moyenne plus âgés que la population générale des esclaves. Cela s’explique en partie par le fait que les propriétaires d’esclaves sont susceptibles de libérer les Noirs dès qu’ils développent des handicaps ou d’autres problèmes de santé liés à l’âge. Pour acheter leur liberté, les esclaves doivent accumuler des économies pour payer le prix demandé. Les enfants d’esclavagistes blancs ont plus de chances d’être traités favorablement et d’obtenir leur liberté. Les Noirs libres qualifiés de race mixte constituent une grande partie des esclaves affranchis.

### Servitude sous contrat

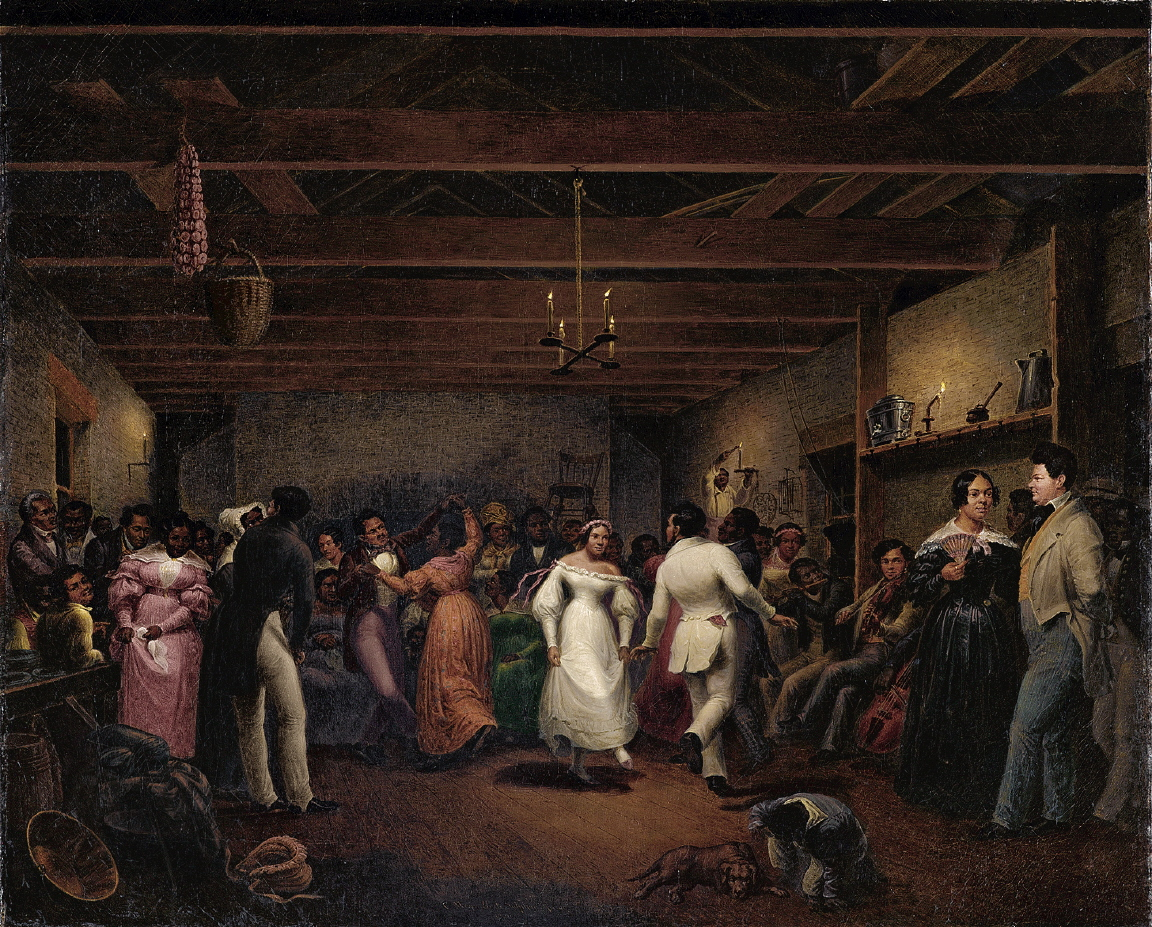
Christian Friedrich von Mayr, Bal dans la cuisine à White Sulphur Springs, Virginia, 1838, North Carolina Museum of Art.

La servitude sous contrat est un accord contractuel entre des Anglais et leurs maîtres, qui spécifie le nombre d'années de travail en échange de leur voyage en Virginie et de leur entretien. Les serviteurs sous contrat ne peuvent pas se marier pendant leur servitude. Les premiers domestiques qui arrivent en Virginie reçoivent un pourcentage des bénéfices de la Compagnie de Londres. Après dix ans, dans le but d'attirer davantage de travailleurs, les serviteurs anglais sous contrat doivent recevoir des terres à la fin de leur contrat. Les serviteurs et leurs maîtres peuvent s'attaquer en justice si les termes du contrat ne sont pas respectés ou pour remédier à des torts, tels que des violences physiques envers le serviteur,.
Dès le début, les Africains ne sont pas traités de la même manière que les serviteurs sous contrat anglais. Les serviteurs blancs sous contrat sont inscrits dans les premiers registres de recensement avec leur date d'arrivée, leurs noms de famille et leur état matrimonial. Les Noirs sont répertoriés uniquement par leur prénom, si tant est que leurs noms soient répertoriés. Des archives existent en Virginie de sept cas portés devant la justice par des Africains ou des Afro-Américains affirmant qu'ils ont purgé une période limitée de servitude et ont gagné leur liberté, comme s'ils étaient sous contrat, mais leurs maîtres prétendent qu'ils sont tenus de servir à vie. Six de ces procès échouent, ce qui indique que les tribunaux de Virginie considèrent les Africains et les Afro-Américains comme des esclaves à vie plutôt que comme liés par des conditions spécifiques de servitude.
Dans une affaire judiciaire inhabituelle, John Graweere, un serviteur sous contrat, dépose une requête pour acheter son fils. Le garçon est né d'une femme esclave. John Graweere veut l’élever comme un chrétien. Le tribunal statue en sa faveur en 1641 et il peut libérer son fils,.

### Évasions

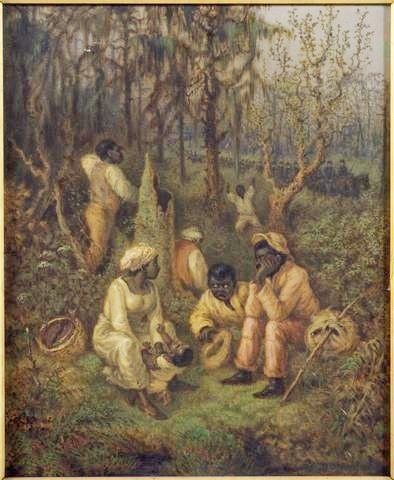
David Edward Cronin, Esclaves fugitifs dans le Dismal Swamp, 1888, New-York Historical Society.

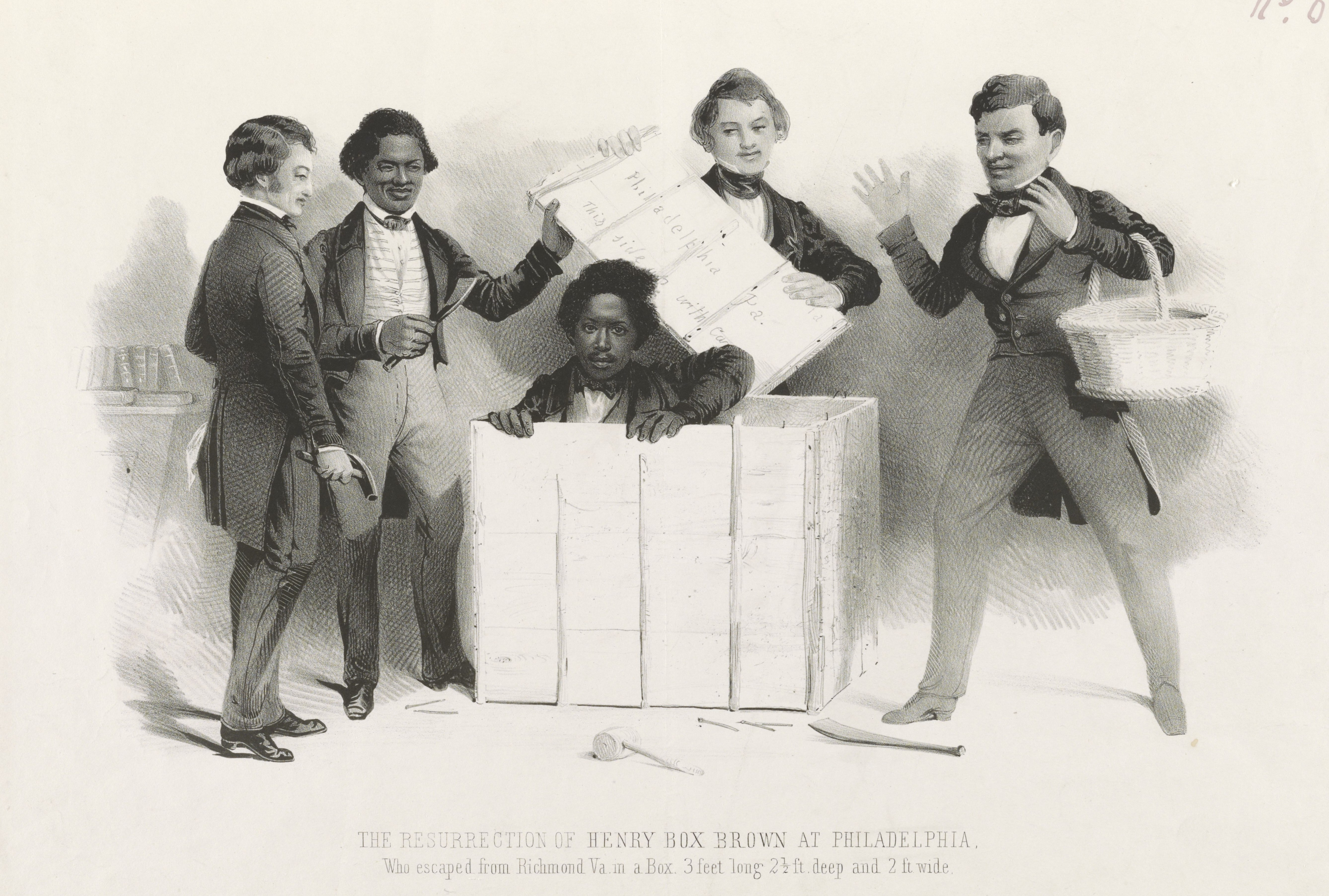
Samuel W. Rowse, La résurrection de Henry Box Brown à Philadelphie, qui s’est échappé de Richmond Va. dans une boîte de 3 pieds de long de 2 1/2 pieds de profondeur et de 2 pieds de large, 1850, Bibliothèque du Congrès.

Une autre façon d’atteindre sa liberté est de s’enfuir, ce qui fait de la personne un esclave fugitif. Les serviteurs sous contrat et les esclaves s'enfuient pour plusieurs raisons :ils peuvent être à la recherche de membres de leur famille dont ils ont été séparés ou fuir des maîtres abusifs et des travaux forcés.
Les esclaves de Virginie s'échappent par voie navigable et terrestre vers les États libres du Nord, certains sont aidés par des personnes vivant le long du chemin de fer clandestin, entretenu à la fois par les Blancs et les Noirs. Bien que des mesures soient prises pour contrôler les esclaves, beaucoup d'entre eux continuent à s'enfuir. Ce faisant, ils doivent traverser de larges rivières ou la baie de Chesapeake, qui est soumise à des tempêtes qui rendent le passage plus difficile. Les fuyards se dirigent souvent vers le Maryland et des endroits plus au nord comme New York et la Nouvelle-Angleterre ; ils peuvent rencontrer des Amérindiens hostiles en cours de route.
En 1849, l'esclave Henry Box Brown fuit l'esclavage en Virginie en organisant son expédition par courrier express dans une caisse à Philadelphie, arrivant en un peu plus de 24 heures.
Au moins 4 260 avis d'esclaves en fuite sont publiés en Virginie entre 1736 et 1803. Les personnes qui aident à appréhender les fugitifs reçoivent la récompense en espèces stipulée sur l'avis ; des annonces sont également souvent placées dans les journaux lorsque les fugitifs sont capturés. Si les esclaves s'enfuent à plusieurs reprises et sont rendus à leurs propriétaires, ils peuvent être marqués au fer rouge, enchaînés ou avoir les cheveux coupés de manière identifiable.
Parfois, les Noirs et les Blancs s’enfuient ensemble, avec des conséquences très différentes. En 1643, l'Assemblée générale de Virginie adopte des lois concernant les domestiques et les esclaves en fuite. En 1660, l'Assemblée déclare que « dans le cas où un serviteur anglais s'enfuirait en compagnie de nègres incapables de payer une amende additionnelle… [il] servira pendant la durée de l'absence dudit nègre. » Une loi de 1705 concernant les serviteurs et les esclaves autorise des châtiments sévères pour les esclaves, allant jusqu'à leur mise à mort. Après l'adoption de cette loi, aucune peine n'a été appliquée en cas de punition excessive ou de meurtre d'esclaves.

### Achat de la liberté par soi-même ou par les membres de la famille

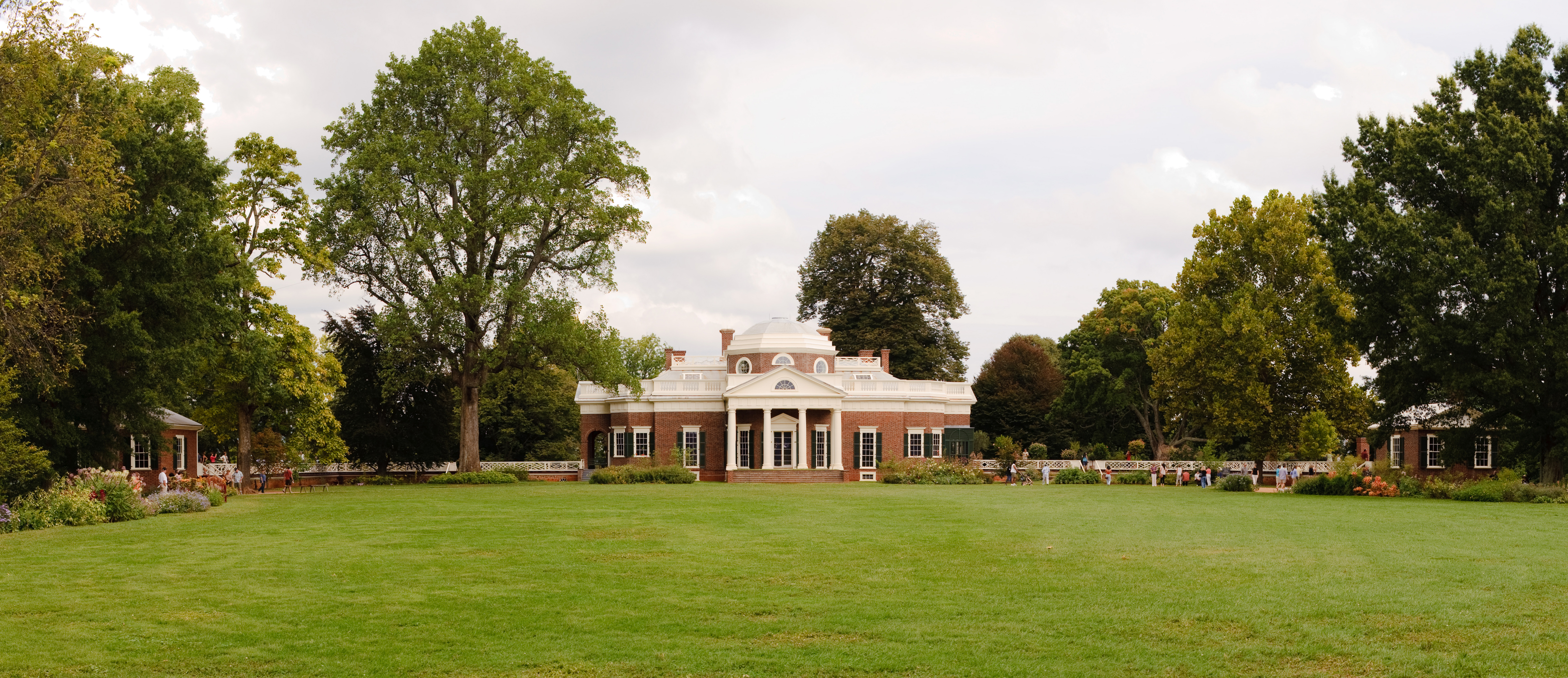
Monticello.

Une autre voie vers la liberté est de l’acheter en économisant son salaire. En 1839, plus de quarante pour cent des Noirs libres de Cincinnati, dans l'Ohio, ont payé pour leur liberté. Moses Grandy, né en Caroline du Nord mais qui a travaillé en Virginie, achète sa liberté à deux reprises. Si un ancien esclave veut acheter la liberté de sa femme et de ses enfants, il doit persuader le propriétaire d’esclaves de l’autoriser à acheter les membres de sa famille, ce qui peut prendre des années. Si les conditions sont convenues, un prix est fixé. L'accord peut être rompu si le propriétaire d'esclaves meurt avant que la femme ou les enfants ne soient libérés.
Mary Hemings, une femme esclave de la plantation Monticello de Thomas Jefferson, et deux de ses enfants, sont achetés par son conjoint de fait, Thomas Bell. Elle ne peut pas acheter ses deux enfants aînés, Betsy Hemmings et Joseph Fossett, qui est ensuite libéré conformément au testament de Thomas Jefferson. Son épouse Edith Hern Fossett et ses enfants ne sont pas libérés. Joseph et son beau-frère Jesse Scott achètent la liberté d'Edith et de leurs enfants. Israel Jefferson, également originaire de Monticello, achète sa liberté avec l'aide de sa femme. Peter Hemmings est acheté par un membre de sa famille puis libéré. La liberté de Mary Colbert est obtenue par les membres de sa famille.

### Poursuites pour atteinte à la liberté
En 1658, Elizabeth Key est la première femme d'origine africaine à intenter une freedom suit dans la colonie de Virginie, une poursuite intentée dans les treize colonies par des esclaves contre des propriétaires d’esclaves afin de faire valoir leurs droits à la liberté, souvent sur la base de l’ascendance d’un ancêtre maternel libre ou du temps passé en tant que résident dans un État ou territoire libre. Elle cherche à être reconnue comme une femme de couleur libre, plutôt que d'être classée comme une Noire (Africaine) et une esclave. Son père naturel est un Anglais membre de la Chambre des Bourgeois. Il la reconnait, la fait baptiser comme chrétienne dans l'Église d'Angleterre et organise sa tutelle en vertu d'un contrat avant sa mort. Avant que son tuteur ne revienne en Angleterre, il vend le contrat d'Elizabeth Key à un autre homme, qui la garde au-delà de son terme. À sa mort, la succession classe Elisabeth et son enfant (également fils naturel d'un sujet anglais) comme esclaves noirs. Elle intente une freedom suit pour sa liberté et celle de son fils en bas âge, en se basant sur leur ascendance anglaise, son statut chrétien et le dossier de servitude et gagne son procès.

### Affranchissement
Des personnes réduites en esclavage sont affranchis par leurs maîtres. Dans certains cas, elles sont libérées car tenues en bonne estime par leurs esclavagistes, d'autres fois parce qu'elles ne sont plus utiles. Des enfants métis de propriétaires d’esclaves blancs sont aussi libérés.
Les habitants blancs de Virginie considèrent les Noirs libérés comme un « grand inconvénient », se méfient de leur capacité à influencer les esclaves et les accusent de crimes. Des lois sont donc adoptées pour rendre la situation plus difficile pour les Noirs et leurs esclavagistes. En 1691, une loi est votée obligeant les affranchis à quitter la colonie et obligeant les anciens propriétaires d'esclaves à payer leur transport. En 1723, une loi est adoptée qui rend plus difficile l'affranchissement des esclaves :

« Aucun nègre, mulâtre ou esclave amérindien ne sera libéré, sous quelque prétexte que ce soit, pour le moment, sauf pour certains services méritoires, pour être jugé et autorisé par le gouverneur et le conseil, et une autorisation préalable devra être obtenue. »

Les esclaves libérés peuvent être revendus comme esclaves si suffisamment de personnes se plaignent d’eux. Dans les premières années de l'histoire de la colonie, le « service méritoire » signifie que les esclaves doivent alerter les autorités s'ils ont connaissance de plans de rébellion. Plus tard, ce « service méritoire » est interprété comme une marque de fidélité ou un caractère exemplaire.

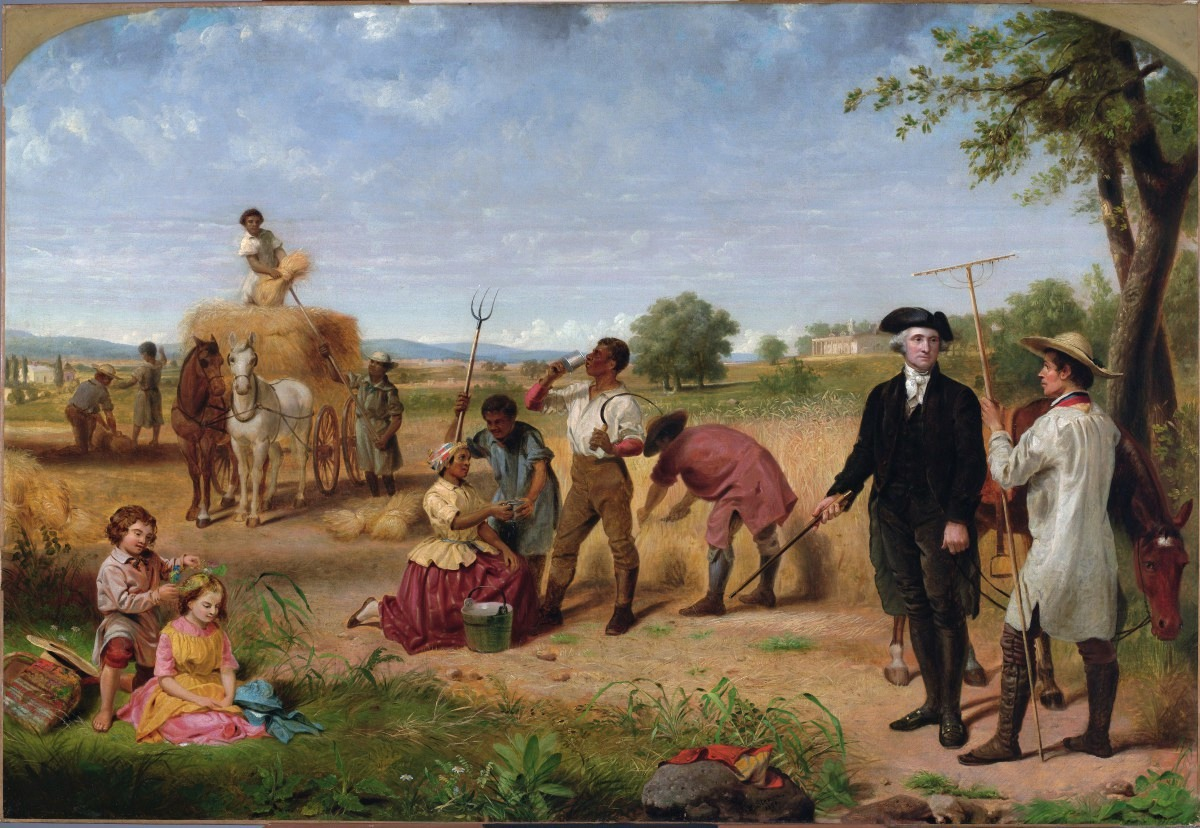
Junius Brutus Stearns, George Washington, fermier à Mount Vernon, 1851, musée des Beaux-Arts de Virginie, Richmond.

Au cours des deux premières décennies qui suivent la guerre d'indépendance des États-Unis, de nombreux propriétaires d'esclaves de la région de Chesapeake affranchissent certains ou tous leurs esclaves, de leur vivant ou par testament, inspirés par la Révolution et les prédicateurs évangéliques. En 1782, il est plus facile d'affranchir les Noirs réduits en esclavage, mais s'ils ont plus de 45 ans, l'ancien propriétaire d'esclaves peut être tenu de leur fournir un revenu s'ils sont incapables de travailler. En 1806, les esclaves affranchis doivent quitter l'État après un an de liberté.
De 1 800 personnes en 1782, la population totale des Noirs libres en Virginie passe à 12 766 en 1790, soit environ 4 % du nombre total de Noirs de l'État, et à 30 570 en 1810. Le pourcentage de Noirs libres passe de  moins d'un pour cent de la population noire totale en Virginie, à 7,2 pour cent en 1810, alors même que la population globale augmente. Un planteur, Robert Carter III, libère plus de quatre cent cinquante esclaves à partir de 1791, plus que tout autre planteur,. George Washington libère tous ses esclaves à sa mort,.

### Immigrants
Des Noirs libres arrivent dans les États du Sud après la Révolution haïtienne de 1791 à Saint-Domingue, au cours de laquelle les Noirs réduits en esclavage ont combattu les Français. Certains des Noirs libres amènent leurs esclaves avec eux ; après que la vente de la Louisiane aux États-Unis, beaucoup plus d'esclaves et de personnes libres de couleur y arrivent et rejoignent la population généralement métisse des esclaves noirs et des colons français et espagnols,.

## La vie après avoir atteint la liberté

### Lieu d'installation

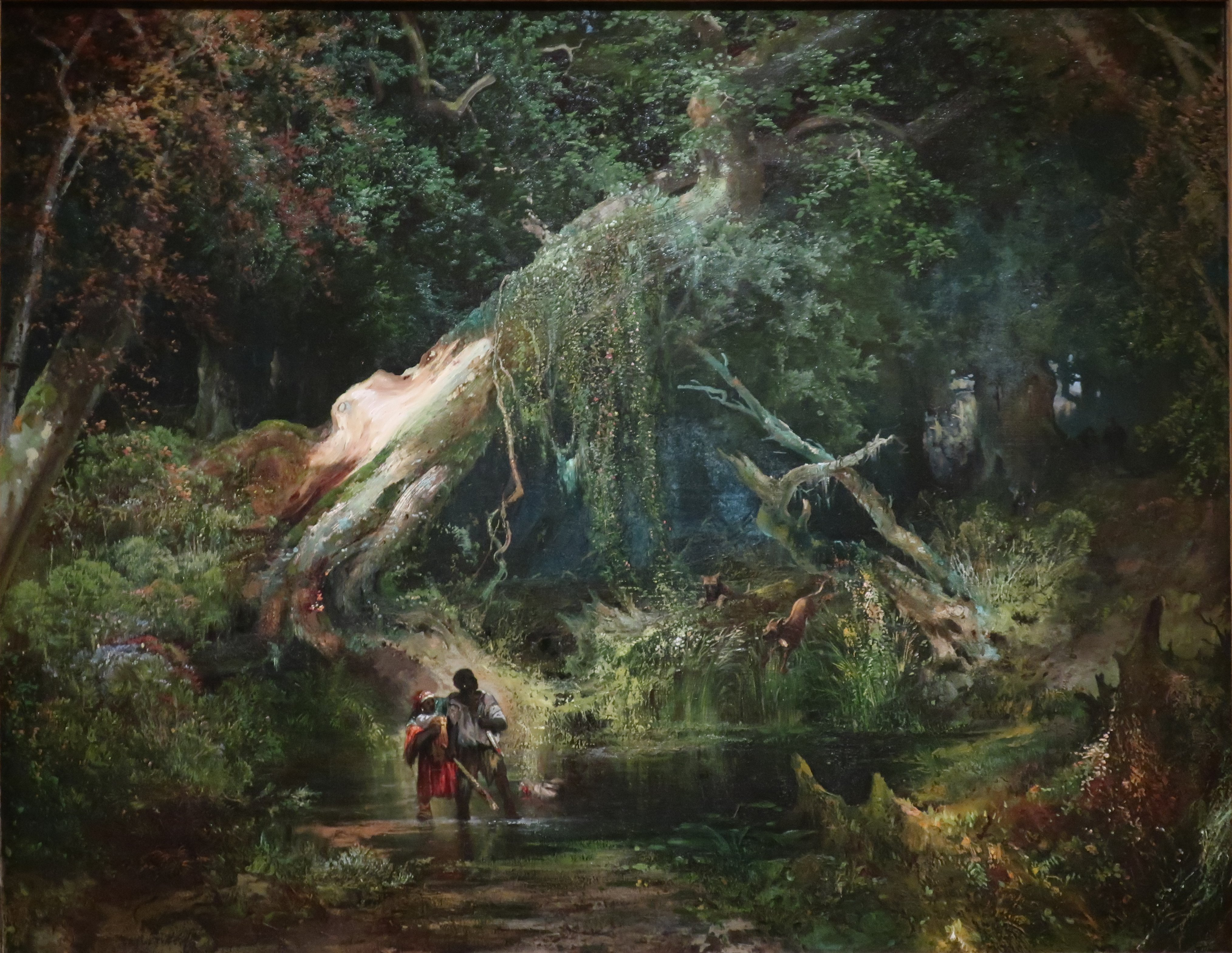
Thomas Moran, Chasse aux esclaves dans le Grand marais lugubre, Virginie, 1862, huile sur toile, Philbrook Museum of Art.

La plupart des personnes libres de couleur vivent dans le Sud des États-Unis, mais il y a des personnes libérées partout aux États-Unis. Selon le recensement des États-Unis de 1860, 250 787 d'entre elles vivent dans le Sud et 225 961 dans d'autres régions du pays. En 1860, la population noire libre est proche de 100 % de la population noire totale dans le Nord. Le recensement comptabilise encore 18 esclaves vivant dans le New Jersey,. De très nombreux Noirs libres vivent à Philadelphie, en Virginie et dans le Maryland.
Dans le Sud, les Noirs libres ne représentent qu’environ six pour cent des Noirs. En général, les femmes sont plus susceptibles de rester en Virginie et les hommes plus susceptibles de se diriger vers le nord,. Ceux qui restent déménagent généralement vers les villes, où il est plus facile de trouver du travail. De nombreuses personnes libérées et fugitives vivent dans le marronnage du Grand marais lugubre en Virginie. Ceux qui vivent dans l'ouest de la Virginie deviennent des Virginiens de l'Ouest en 1863. Même pendant la Guerre de Sécession, les Virginiens noirs sont plus susceptibles de rester dans l'État.

### Éducation

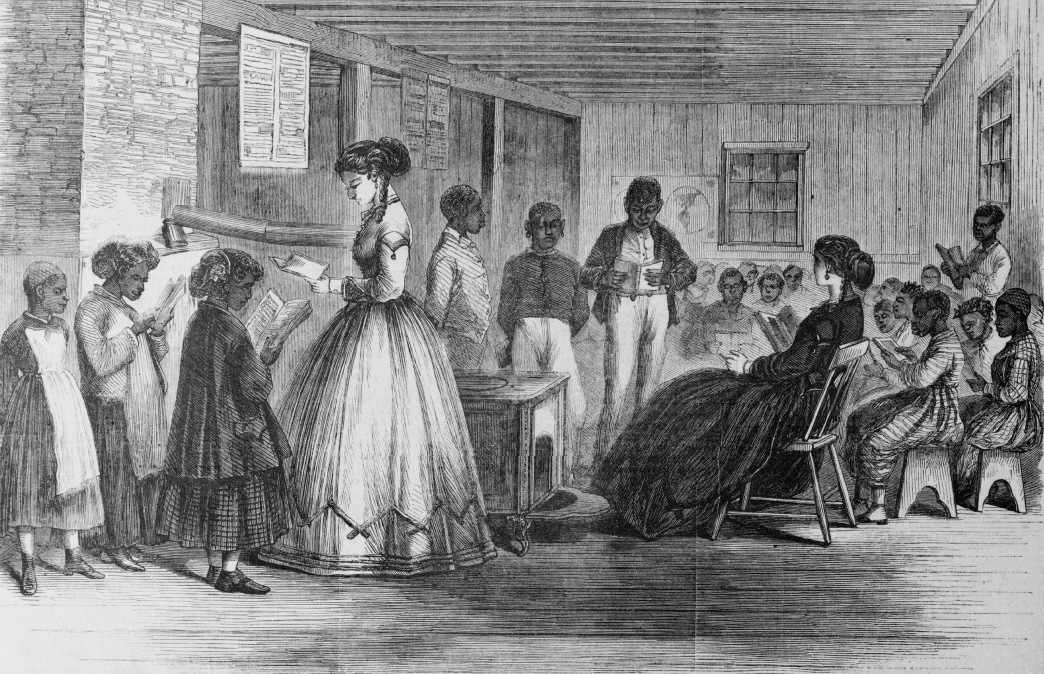
Ulysses S Grant, L'Éducation enfin, National Historic Site.

Les Afro-Américains créent des écoles, y compris des écoles secondaires, pour les personnes libérées en Virginie peu après le début de la guerre de Sécession (1861-1865). Elles sont dirigées par des enseignants blancs et noirs, ces derniers ayant enseigné plus longtemps que les blancs tout au long de la Reconstruction.
Le gouvernement fédéral donne des fournitures pour construire des écoles par l'intermédiaire du Bureau des réfugiés, des affranchis et des terres abandonnées et transporte des enseignants en Virginie. L'American Missionary Association et d’autres sociétés d’aide envoient des enseignants, ainsi que des livres et des fournitures. Les documents « suggèrent que l'éducation des Noirs en Virginie, comme ailleurs dans le Sud, était le produit de l'initiative et de la détermination des personnes libérées, temporairement soutenues par la bienveillance du Nord et l'aide fédérale. »

### Religion

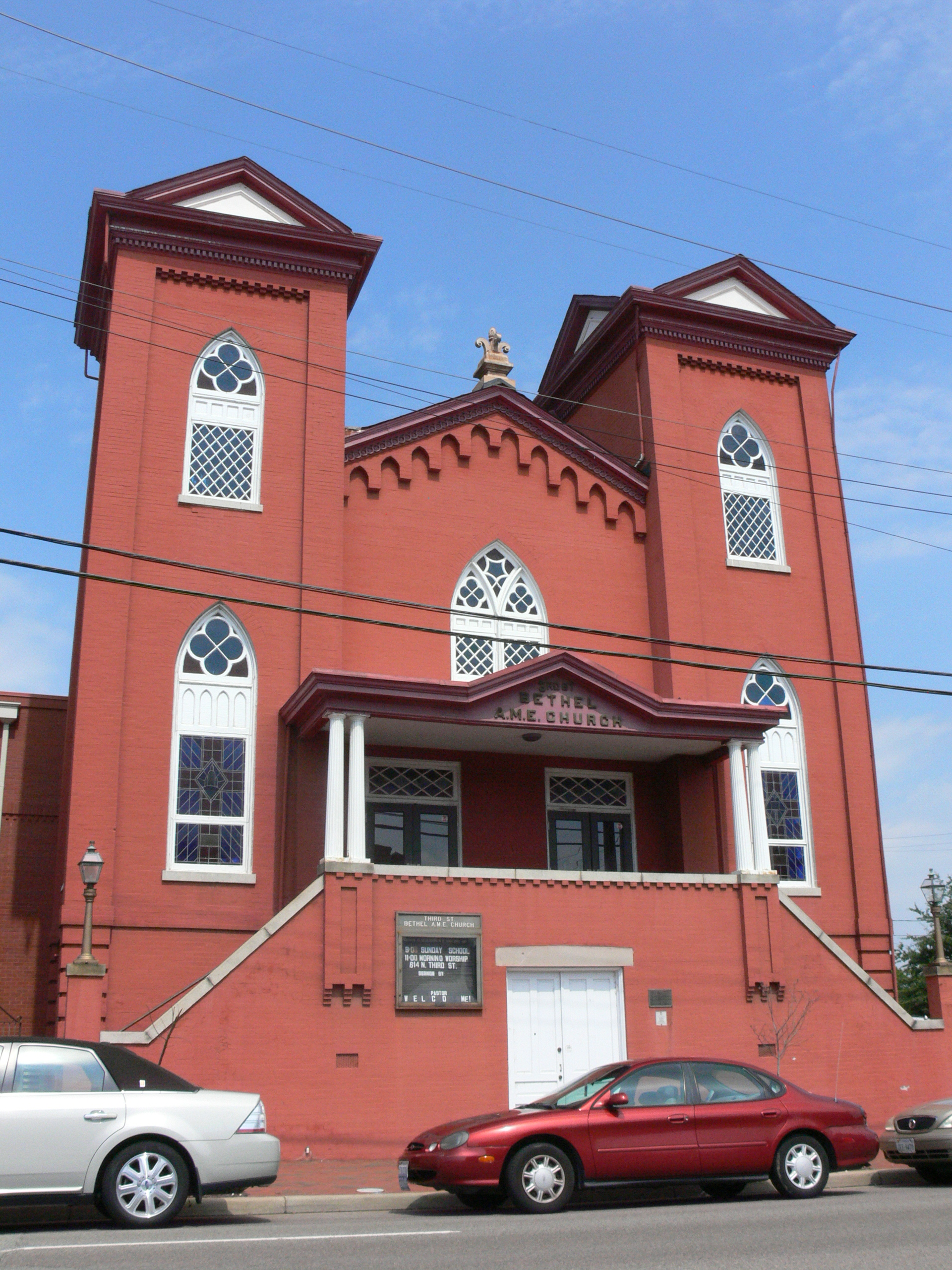
Third Street Bethel A.M.E. Church à Richmond, Virginie, inscrite au registre national des lieux historiques, construite en 1857 et rénovée en 1875.

L'Église épiscopale méthodiste africaine, issue de la Free African Society, est fondée par Richard Allen à Philadelphie,. Elle est au cœur des communautés d'Afro-Américains libres et s'étend à Charleston, en Caroline du Sud, et à d'autres régions du Sud, bien que des lois empêchent les Noirs de prêcher. L'église est attaquée brutalement par les Blancs ; ses membres sont arrêtés en masse.

### Inégalités
Anthony Johnson, un Africain libéré peu après 1635, s'installe sur des terres de la côte Est après la fin de son engagement, achetant plus tard des serviteurs africains sous contrat comme ouvriers. Bien qu'il soit un homme libre, à sa mort en 1670, sa plantation est donnée à un colon blanc, et non aux enfants de Johnson. Un juge statue qu'il n'est « pas un citoyen de la colonie » parce qu'il est noir.

## Guerre de Sécession
La guerre d'indépendance de 1776 et la Constitution de 1787 laissent ouvertes les questions de savoir si les aristocrates ou d'autres groupes de personnes doivent dominer les autres. Au début des années 1800, les Américains sont fiers de dire que l’Amérique est « la terre de la liberté, un phare de liberté pour les opprimés d’autres pays ». Cependant, les États-Unis sont devenus le plus grand pays esclavagiste du monde dans les années 1850. De 1789 à 1861, deux tiers des différents présidents du pays, près des trois cinquièmes des juges de la Cour suprême et deux tiers des présidents de la Chambre des représentants sont des propriétaires d'esclaves. Il existe une tension croissante entre la société de plantation du Sud fondée sur le travail des esclaves et la « société capitaliste diversifiée, industrialisée et basée sur le travail libre » du Nord. La capitale confédérée est située à Richmond.
En juin 1861, des esclaves se rendent avec leurs familles dans les camps de l'Union, notamment à Fort Monroe, où ils pensent être libres. Ils finissent cependant par travailler très dur dans des conditions difficiles et insalubres. Ils n'ont pas affaire avec un esclavagiste, mais ils sont traités de la même manière par l'armée.
Pendant la guerre de Sécession, les Noirs libres travaillent comme cuisiniers, routiers et ouvriers. Ils sont également espions et éclaireurs pour l'armée américaine. À partir de 1863, environ 180 000 Afro-Américains rejoignent les United States Colored Troops et combattent pour l'Union Army ; il n'existe pas d'équivalent confédéré. Un nombre croissant de soldats blancs commencent à comprendre la nécessité de mettre fin à l’esclavage et de créer un pays uni. Constant Hanks, un soldat de la milice de l'État de New York, écrit dans une lettre à son père après l'entrée en vigueur de la proclamation d'émancipation le 1er janvier 1863 : « Dieu merci... la lutte se joue désormais entre l'esclavage et la liberté, et tout homme honnête sait pour quoi il se bat. »,.
Booker T. Washington, né esclave dans la plantation Burroughs dans le comté de Franklin, en Virginie, décrit plus tard les pénuries alimentaires qui résultent des blocus de l'Union pendant la guerre civile et comment elles affectent les propriétaires bien plus que les esclaves : avant la guerre, les propriétaires sont habitués à manger des aliments coûteux, la rareté de ces aliments a peu d'impact sur les esclaves.
Des milliers d'esclaves se rendent à Harpers Ferry (Virginie-Occidentale), une ville de garnison derrière les lignes de l'Union, afin d'être protégés ; ces individus sont appelés contrebandiers,. La protection n'est assurée que par les lignes de l'Union ; lorsque les Confédérés reprennent Harpers Ferry en 1862, des centaines de contrebandiers sont capturés.

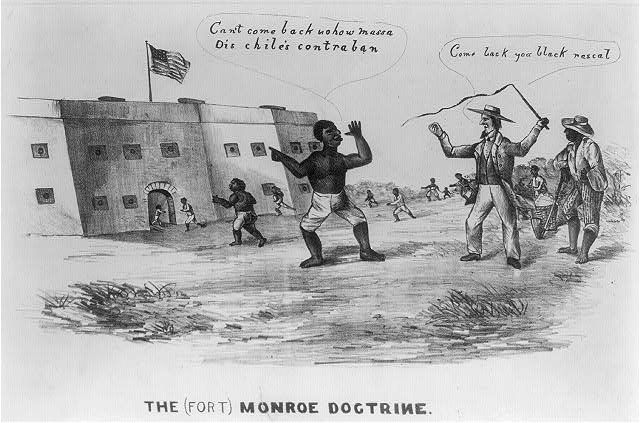
Dessin de Fort Monroe en Virginie représentant des esclaves se précipitant vers l’Union pour s’échapper pendant la guerre civile américaine, 1861, Bibliothèque du Congrès.
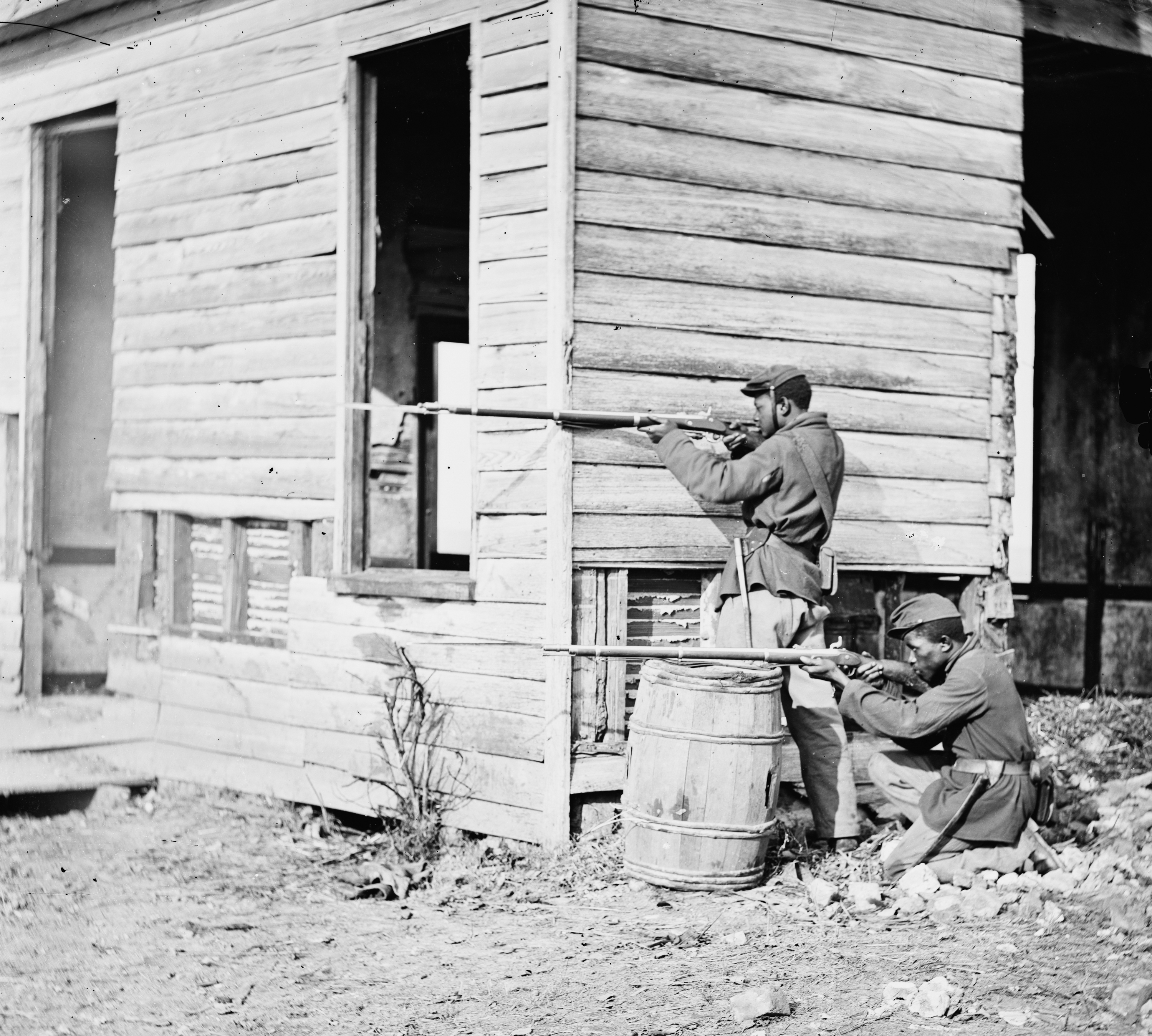
United States Colored Troops près du Dutch Gap canal en Virginie, novembre 1864.
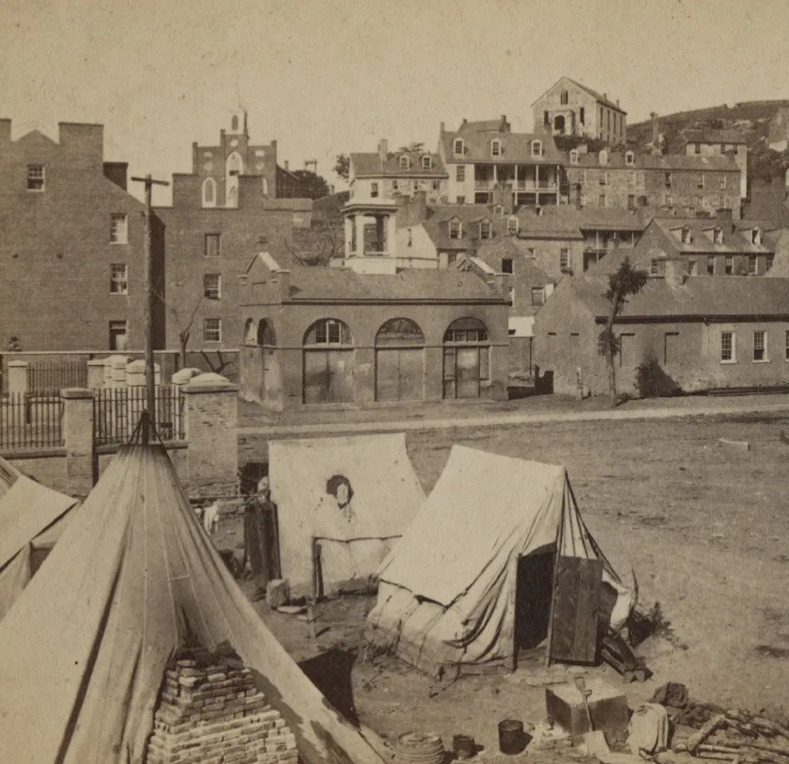
Camp de contrebande à Harpers Ferry.

## Fin de l'esclavage en Virginie

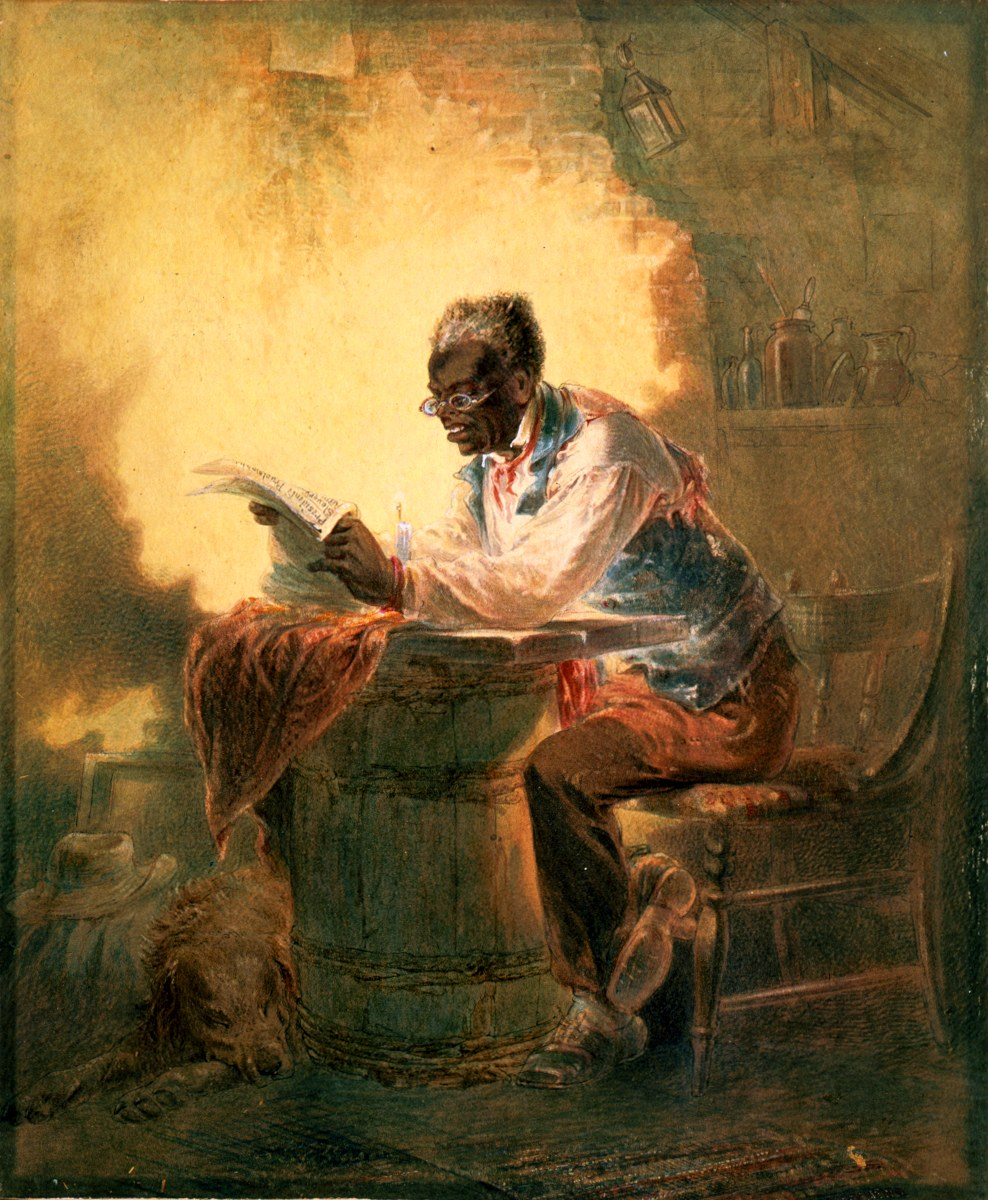
Henry Louis Stephens, Homme lisant un journal avec le titre « Proclamation présidentielle, esclavage », faisant référence à la Proclamation d'émancipation de janvier 1863, dessin et aquarelle, Bibliothèque du Congrès.

Le commerce des esclaves se poursuit jusqu'à la défaite de la Confédération, mais l'incertitude économique engendrée par le conflit a un impact négatif immédiatement visible à Richmond, selon un article de journal de 1861.
La proclamation d'émancipation du président Lincoln, entrée en vigueur le 1er janvier 1863, est la première étape concrète et réussie vers la fin de l'esclavage en Virginie. Cependant, elle ne s'applique qu'aux zones contrôlées par l'armée de l'Union ; Charlottesville commémore l'arrivée des troupes de l'Union le 3 mars 1865, apportant avec elles la liberté pour tous les esclaves, avec un nouveau jour férié, le Jour de la Libération et de la Liberté. Le treizième amendement de la Constitution des États-Unis, entré en vigueur le 18 décembre 1865, rend l'esclavage illégal partout dans le pays pour les esclaves qui n'ont pas encore été formellement condamnés pour un crime.

## Regard historique
L’enseignement de l’histoire de l’esclavage aux États-Unis tend à brouiller la vérité sur les horreurs vécues par les personnes réduites en esclavage, notamment la violence sexuelle, la séparation des membres de leur famille, ainsi que la cruauté physique et psychologique qu’elles ont subie. Les manuels scolaires ont tendance à effleurer le sujet de l’esclavage
En 2007, l'Assemblée générale de Virginie approuve une déclaration officielle de « profond regret » et de reconnaissance des « torts flagrants » commis contre les Afro-Américains. La déclaration est faite en mai 2007 pour coïncider avec le 400e anniversaire de l'arrivée des premiers colons virginiens à Jamestown.
L'endroit où les premiers Africains ont débarqué est aujourd'hui le site de Fort Monroe. En 2011, le président Barack Obama lit une proclamation : « Les premiers Africains réduits en esclavage dans les colonies anglaises d'Amérique furent amenés sur cette péninsule à bord d'un navire battant pavillon néerlandais en 1619, marquant le début d'une longue et ignoble période d'esclavage dans les colonies et, plus tard, dans cette nation. » Le fort est érigé en monument national,.
L'enseignement sur l'histoire de l'esclavage en Virginie est resté un sujet controversé jusque dans les années 2020, le gouverneur Glenn Youngkin s'opposant à la théorie critique de la race et étant accusé de « diluer l'histoire des Noirs ».